# 2001太空漫遊 (電影)
《2001太空漫遊》是一部1968年上映的史詩科幻電影，由斯坦利·库布里克製作並執導。劇本由庫布力克與亚瑟·C·克拉克共同撰寫。其劇情靈感來自克拉克的多篇短篇小說，主要包括〈前哨〉與〈黎明邂逅〉等被選購的作品。本片由凱爾·杜拉、蓋瑞·洛克伍德、威廉·席維斯特與道格拉斯·雷恩主演，講述一群太空人與科學家，以及具備意識的超級電腦HAL 9000，前往木星調查一座神秘的黑石板的旅程。
本片以其對太空飛行的科學精準描繪、開創性的特效技術與寓意深遠的主題而廣受讚譽。庫布力克刻意迴避傳統的電影敘事手法，對白運用極為克制，大片段的敘述僅以音樂襯托。與多數大片慣例使用原創配樂不同，《2001太空漫遊》的電影原聲帶選用了多首古典音樂作品，包括理查·施特勞斯、小约翰·施特劳斯、阿拉姆·哈恰圖良與利盖蒂·捷尔吉等作曲家的作品。
《2001太空漫遊》在首映後引起評論界的兩極反應，隨後逐漸引發眾多解讀，從黑暗的末世預言到對人類希望的樂觀詮釋不一而足。評論者指出，本片探討了人類進化、科技、人工智慧與外星生命等多重主題。電影曾獲得四項奧斯卡金像獎提名，最終由庫布力克榮獲奧斯卡最佳視覺效果獎，這也是他生涯中唯一一次獲得奧斯卡獎。
本片現今普遍被視為史上最偉大且最具影響力的電影之一。1991年，電影因「文化上，歷史上和美學上的重要價值」而選入美國國會圖書館典藏。2022年，《2001太空漫遊》於《視與聽》每十年一次的影評人票選中名列前十，並於導演票選中排名第一。續集《威震太陽神》於1984年上映，根據小說《2010太空漫遊》改編而成。克拉克亦在1968年電影上映後不久發表了與劇本同步創作的小說版，庫布力克因此獲得共同編劇的署名。
 

## 劇情大綱
整个故事开始於居住在地球上的猿猴。它们因为某個巨大的黑石板而產生進化並因此懂得使用工具來狩獵動物。随后，故事来到了人類科技已經有能力運送人們到月球去的時候。美国的月球基地发现了相同的黑石板，由于黑石板明显为非自然产物，当局决定对此发现严格保密，並故意釋放月球基地有新型传染病的假消息，而与此同时親臨現場的佛洛伊德博士开始对黑石板进行研究。他們發現這塊黑石板是一個發射器，因為它發出了一种尖銳的訊號，射向木星。
十八個月後，發現號太空船被委派到木星調查訊號的終點。太空船上的人員包括大衛·鮑曼博士、法蘭克·普爾和一台十分先進且具有人工智慧的超级电脑HAL 9000來控制整艘太空船。此外，太空船上还有三位正在處於冬眠狀態的科學家。但是遠航之旅逐漸變成一趟可怕的旅行，HAL發現大衛與法蘭克打算將他的主機關閉。對HAL來說，关闭它的主机代表會殺死它，所以HAL決定先發制人，殺害那三位冬眠中的科學家以及用製造假故障的狀況讓法蘭克去太空船外修理，然后用HAL的小型艇將法蘭克的氧氣剪斷，導致法蘭克缺氧而死。而唯一的倖存者大衛在設法關閉HAL的同時到達木星。此時大衛發現了一個更大的黑石板出現在軌道上。
當他去調查石板時，不自主被傳送到無限遠的地方。很久後，大衛發現小艇已停在一間佈置華麗的房間裡。突然大衛發現到自己正在以極快的速度老去，在躺在床上老死之前，他看見巨大第四塊石板出現在面前，而他也轉變成婴孩一般，飄浮在地球附近的太空凝望著數之不盡的群星。

## 演員
- 凱爾·杜拉（英语：Keir Dullea）飾演大衛·鮑曼博士（英语：David Bowman）
- 蓋瑞·洛克伍德（英语：Gary Lockwood）飾演法蘭克·普爾博士（英语：Frank Poole）
- 威廉·席維斯特（英语：William Sylvester）飾演海伍德·弗洛伊德博士
- 丹尼爾·李希特（英语：Daniel Richter）飾演月黑猿首領「觀月者（Moonwatcher）」
- 李奧納德·羅西特（英语：Leonard Rossiter）飾演安德烈·史密斯洛夫博士（Dr Andrei Smyslov）
- 瑪格麗特·泰薩克（英语：Margaret Tyzack）飾演伊蓮娜（Elena）
- 羅伯特·比蒂（英语：Robert Beatty）飾演拉爾夫·哈佛森博士（Dr Ralph Halvorsen）
- 尚恩·蘇利文（英语：Sean Sullivan）飾演羅伊·麥可斯博士（Dr Roy Michaels）[8]
- 道格拉斯·雷恩為HAL 9000配音
- 法蘭克·米勒（Frank Miller）飾演任務控制員（mission controller）
- 艾德薇娜·卡洛（Edwina Carroll）飾演月球穿梭機空服員
- 潘妮·布拉姆斯（英语：Penny Brahms）飾演空服員
- 希瑟·唐納姆（Heather Downham）飾演空服員
- 亞倫·吉福德（英语：Alan Gifford）飾演普爾的父親
- 安·吉莉斯（英语：Ann Gillis）飾演普爾的母親
- 瑪姬·達波（Maggie d'Abo）飾演空服員（第5太空站電梯）（未署名）[9]
- 謝拉·馬席森（英语：Chela Matthison）飾演特納太太，第5太空站接待員（Mrs Turner, Space Station 5 reception）（未署名）[10]
- 薇薇安·庫布力克（英语：Vivian Kubrick）飾演弗洛伊德的女兒「小傢伙（Squirt）」（未署名）[11]
- 肯尼斯·肯德爾（英语：Kenneth Kendall）飾演英國廣播公司播報員（未署名）[12]

## 製作

### 開創
1964年，《奇愛博士》上映後，導演史丹利·庫柏力克向哥倫比亞影業公司的一位公關透露，他的下一部作品將以「外星生命」為主題。並立志要拍出「傳說中真正優秀的科幻電影」。
至於庫布力克為何會對創作科幻電影產生興趣，至今仍無明確定論。傳記作家約翰·巴克斯特指出，庫布力克可能在1950年代末期受到幾部作品的啟發，例如英國出品、描繪人造衛星與外星人改造早期人類的戲劇，以及米高梅以鉅資拍攝、採用宽银幕电影镜头寬銀幕技術的《禁忌星球》。此外也可能受到日本怪獸電影的影像風格影響，例如本多豬四郎與圓谷英二製作的《哥吉拉》系列，或島耕二的《來自宇宙的警告》等作品的攝影與場景設計。
庫布力克後來成功從米高梅公司取得資金與發行支持，主打本片將可使用當時新穎的超寬銀幕格式Cinerama進行放映，這正是米高梅在1963年電影《西部開拓史》中曾使用過的技術。
該電影的拍攝與剪輯幾乎全數在英國南部完成，當地也是庫布力克的居住地。拍攝地點主要使用了MGM英國工作室與謝珀頓工作室。為了符合英國當時提供的電影製作補助機制艾迪稅（係對票房收入徵收的稅款，再回饋於本地電影產業），米高梅將製作作業外包給庫布力克所擁有的製作公司。
在1965年5月米高梅與庫布力克的製作公司草擬的一份合約版本中，若庫布力克無法擔任導演，米高梅曾提出由亞佛烈德·希區考克、比利·懷德與大卫·利恩作為可能的替代人選。

### 前期製作
庫布力克決定避開當時通俗科幻電影對太空的想像式描寫，而是追求更為寫實、準確的太空旅行呈現方式。為此，他聘請了插畫家切斯利·博恩斯泰爾、羅伊·卡農（Roy Carnon）與理查·麥肯納（Richard McKenna）等人，創作構想圖、草圖與太空科技繪畫，以供電影設計參考。
在前期製作階段，有兩部教育性質的電影對本片產生了重要影響：加拿大國家電影局於1960年製作的動畫短片紀錄片《宇宙》，以及1964年世界博覽會所播放的《飛向月球與更遠之處》。根據傳記作家文森特·羅布魯托（Vincent LoBrutto）所述，《宇宙》在視覺風格上啟發了庫布力克。這部長約29分鐘的電影以其對外太空的寫實描繪而受到美國太空總署青睞，正契合庫布力克尋求的「具動態視覺想像與真實感」的標準。曾參與該片特效製作的瓦利·詹特爾曼（Wally Gentleman）後來亦短暫參與《2001》製作。庫布力克還就動畫攝影技術向《宇宙》的聯合導演柯林·勞（Colin Low）請教，後者則推薦了英國數學家布萊恩·索爾特（Brian Salt）。勞與羅曼·克羅伊托曾在1957年靜態動畫紀錄片《黃金之城》中與其合作。此外，《宇宙》的旁白演員道格拉斯·雷恩後來被選為電影中人工智慧電腦HAL的配音人選。至於角色海伍德·弗洛伊德（Heywood Floyd）的演出人選，米高梅曾建議起用知名演員，如亨利·方達或喬治·坎貝爾·斯科特等人。
在前製階段展開後，庫布力克觀賞了在1964年世界博覽會「交通與旅遊館」中放映的《飛向月球與更遠之處》。此片使用Cinerama 360格式拍攝，並在名為「月亮穹頂」的特別場館中放映。庫布力克因此聘請該片製作單位Graphic Films公司擔任設計顧問。此公司曾為NASA、美國空軍以及其他航空航太機構製作多部電影。Graphic Films的成員包括康·彼得森（Con Pederson）、萊斯特·諾夫羅斯與背景藝術家道格拉斯·楚藍布爾，他們將基於研究的概念草圖與註解空運至英國，涵蓋太空旅行的機械與物理學原理，並創作了用於飛行場景的分鏡圖。楚藍布爾後來成為《2001》的特效總監。

### 劇本
為了尋找科幻界的合作夥伴來共同撰寫劇本，庫布力克在哥倫比亞影業員工羅傑·卡拉斯這位共同友人的建議下，聯繫了居住在錫蘭（今斯里蘭卡）的作家亞瑟·C·克拉克。雖然起初庫布力克認為克拉克是個「躲在樹上生活的怪人與隱士」，他仍允許卡拉斯向克拉克發出電報提案。克拉克的回電寫道，他對與這位「麻煩天才」（enfant terrible）合作「極感興趣」，並回敬地問道：「庫布力克為什麼會以為我是個隱士？」
兩人首次會面是在1964年4月22日，地點是紐約的Trader Vic’s餐廳，並開始討論這個將佔據他們接下來四年生活的計畫。克拉克在整個合作過程中持續撰寫日記，部分內容後來於1972年出版為《2001失落的世界》。
庫布力克告訴克拉克，他希望拍一部關於「人類與宇宙關係」的電影，且據克拉克所言，庫布力克「下定決心要創作一部能喚起人們驚奇、敬畏......甚至在適當情況下引發恐懼」的作品。克拉克向庫布力克提供他六篇短篇小說作為構想來源，到了1964年5月，庫布力克選定《哨兵》（The Sentinel）作為電影的主體原型。為擴展劇情內容，兩人在餘下時間共同閱讀各類科學與人類學著作，觀賞科幻電影，並進行創意發想。最終在結合克拉克數篇短篇小說的劇情內容，加上庫布力克要求補充的新情節，因而共同構思出《2001太空漫遊》的完整劇情與劇本。克拉克指出，他1953年的小說《黎明邂逅》啟發了電影中的「人猿黎明」序曲。
庫布力克與克拉克私下將這部企劃戲稱為《太陽系開拓史》（How the Solar System Was Won），意指本片是米高梅寬銀幕史詩片《西部開拓史》的太空版後繼之作。1965年2月23日，庫布力克發布新聞稿，將本片暫定片名為《星際之旅》（Journey Beyond The Stars）。其他曾被考慮的片名還包括《宇宙》（Universe）、《通往群星之路》（Tunnel to the Stars）與《星降之地》（Planetfall）。到了1965年4月，在兩人合作近十一個月後，庫布力克決定以《2001太空漫遊》（2001: A Space Odyssey）為正式片名；克拉克表示，這個片名「完全是庫布力克的主意」。為了使本片與當時常見的「怪獸加性」類型科幻片劃清界線，庫布力克將荷馬的《奧德賽》視為文學品質的標竿與命名靈感來源。他表示：「我們想到，對古希臘人來說，浩瀚無邊的海洋應該就如同我們這一代眼中的宇宙，充滿神秘與遙遠之感。」
最初，庫布力克與克拉克計劃先撰寫一部《[2001太空漫遊》小說，在不受電影形式限制的情況下構思故事，然後再撰寫劇本。他們原本的署名方式為：「劇本由史丹利·庫布力克與亞瑟·C·克拉克撰寫，根據亞瑟·C·克拉克與史丹利·庫布力克的小說改編」，以反映雙方在各自領域中的專業地位與貢獻。但實際上，劇本與小說是同時發展的，兩者僅有部分元素一致。在1970年的一場訪談中，庫布力克表示：
小說與電影之間存在不少差異。例如，小說試圖用文字更明確地解釋劇情，這在語言媒介中是不可避免的。我們一開始先完成了一份130頁的散文版故事概要，之後亞瑟根據這些素材，以及對部分剪接畫面的印象，寫出了小說。因此，小說與電影之間的分歧是可以理解的……我認為這兩者之間的差異非常有趣。
最終，克拉克與庫布力克幾乎是同步創作小說與劇本，而電影版本則先於小說出版。克拉克在小說中選擇對黑石與星門給出更清晰的解釋；而庫布力克則選擇讓電影更具象徵性與隱喻性，藉由最小化對白與說明來保持曖昧性。庫布力克表示，這部電影「本質上是一場視覺的、非語言的體驗」，它「直擊觀眾內心深處的意識層面，就如同音樂或繪畫一樣」。
電影的劇本署名由兩人共同擁有，而小說則單獨署名為克拉克所著。克拉克後來寫道：「最接近真相的說法是：劇本應署名為『庫布力克與克拉克』，小說則為『克拉克與庫布力克』。」
早期曾有報導指出，劇本撰寫過程中的合作關係曾出現緊張局勢，甚至傳出庫布力克因不滿合作進展，曾考慮尋找其他作家取代克拉克，包括迈克尔·穆考克與J·G·巴拉德；但兩人皆以「不願對克拉克不忠」為由婉拒邀請。
根據麥可·班森於2018年出版的著作《太空奧德賽：史丹利·庫布力克、亞瑟·C·克拉克與傑作的誕生》，庫布力克與克拉克之間的關係其實更加複雜。庫布力克多次要求克拉克為電影不同片段撰寫新情節，並希望他在電影上映前不要發表相關內容，作為交換，庫布力克預付了克拉克的部分稿酬。克拉克雖同意此安排，但他也數度請求庫布力克允許他在電影尚未完成時發表部分新情節為獨立作品，然而這些請求全被庫布力克以合約中「不得提前發表內容」的條款為由而拒絕。
天文學家卡爾·薩根在其1973年出版的著作《宇宙的連結》提到，克拉克與庫布力克曾向他請教，應如何呈現「外星智慧生命」才最為恰當。當時庫布力克傾向於由演員扮演類人型外星人以利拍攝，但薩根認為這樣的做法很可能與實際情況相差甚遠，甚至會為電影帶來「某種程度的不真實感」。他建議，影片應僅以暗示的方式描繪外星的「超智慧生命」，而非具體呈現其形貌。薩根後來出席了電影首映，並表示「很高興能幫上一點忙」。不過，薩根實際上只在1964年與克拉克和庫布力克會面過一次；而庫布力克其後雖多次嘗試設計可信的外星人形象，最終仍在後製末期放棄了這一想法。根據麥可·班森的說法，薩根的建議並未對電影內容造成直接影響。庫布力克最終選擇以間接方式暗示這個神祕外星種族的本質。他曾提出，一個經過數百萬年演化的高等智慧生命，很可能已從有機生命體進化為「不朽的機械存在」，進而蛻變為「純能量與精神的存在」，擁有「無限的能力與難以理解的智慧」。
在1980年的一次訪談中（庫布力克生前未公開），他解釋了電影末段中鮑曼穿越星門後年老的畫面：
構想是：他被類似神的存在接走，這些生物由純粹的能量與智慧組成，沒有具體形體。他們將他置於一個類似「人類動物園」的空間中觀察，而他的生命從那一刻起就在此空間中逐漸流逝，完全失去時間感……當他們完成對他的研究後，正如世界各地神話中常見的情節，他被轉化為某種超級生命體，並被送回地球。究竟發生了什麼，只能留給觀眾自行想像。我們只是嘗試呼應一種常見的神話結構。
電影劇本歷經多次修改。1965年初，當電影獲得資金支持時，克拉克與庫布力克對鮑曼穿越星門後的劇情尚未定案。最初的設定是「發現號」上的所有太空人均能平安返回；但到了10月3日，兩人決定僅保留鮑曼一人生還，並讓他重返嬰兒狀態。到了10月17日，庫布力克又提出一個「異常奇特的點子」：由略帶「陰柔化」特質的機器人打造出維多利亞時代風格的環境，讓主角感到安心。
原先，HAL 9000名為「雅典娜」（Athena），以希臘神話的智慧女神雅典娜命名，設定為女性聲音與性格。
早期草稿還包括一段序言，以科學家對外星生命的訪談作為開場；劇中也原本包含了旁白（這是庫布力克早期電影的常見特色）， 另外還原計劃中更加強調當時冷戰時期的恐怖平衡，以及更具邏輯性且清晰的HAL故障說明。其他早期構想的改動還包括：「人猿黎明」片段原本使用的黑石樣式，因早期道具反光效果不佳而被棄用；原計畫將「發現號」任務終點設定為土星，但因無法重現土星環光帶的特效效果，最終改為木星；最後的結局原本還包括「星之子」摧毀地球軌道上的核武衛星，但此構想因與庫布力克前作《奇愛博士》的主題過於雷同而遭刪除。這些被刪情節及構思多保留於克拉克撰寫的小說版本中。
在《2001太空漫遊》中的對話是另一個值得注目的成就。電影特色之一是在電影的前20分鐘與最後23分鐘內沒有對話─在這些章節中整個敘事是由圖像、動作、音效、與二張字幕卡完成，第一句台詞是開場將近三十分鐘後出現，整部片對白總長少於40分鐘。庫布力克在拍攝過程中進一步簡化了對白，讓整部電影更具視覺性與象徵性，而非依賴傳統敘事結構。當實際開拍時，庫布力克已大幅刪減原本的對白與旁白內容。整部電影的首尾各有約20分鐘幾乎完全無對白，而僅存的對白，反而因其日常與無趣的語氣，反襯出HAL電腦的情感性，使得這台機器比人類角色更具表現力。文森·羅布魯托（Vincent LoBrutto）指出，克拉克的小說版本具有清晰而嚴謹的敘事結構；而電影則更具象徵性，展現了庫布力克最終的創作意圖。
在《2001太空漫遊》中，HAL-9000趁著鮑曼在太空船外努力拯救普爾時謀殺三名冬眠的太空人，這一場景可能是库布里克獨特敘事的手法最好的證明。不人道的兇手簡單地輸送寒冷，在這一幕只包括了三個基本元素。除了警報聲和太空船環境系統恆定的背景音樂， 整個場景被制定為沒有對話、沒有音樂也沒有任何種類的物理運動。當HAL中斷生命支持系統時，观众看到閃爍的警告標誌，「電腦故障」，全螢幕顯示且只伴隨著尖銳的警告嗶聲；鏡頭切換至靜止拍攝冬眠中的太空人。他們被包裹在像石棺的分離艙，且利用全螢幕特寫每個太空人的生命跡象螢幕。當太空人垂死時，警告變成了「生命機能危險」，而我們看到了在螢幕上的生命跡象開始平穩。最終，當三個睡夢中的太空人都死了，只有寂靜和不祥的閃光信號，「生命機能終止」。
布萊恩·史佩爾丁評價道：
這部片結合了陰森的現代音樂、古典華爾滋、芭蕾舞組曲，呼嚕聲、咆哮聲、充滿氣體的嘶嘶聲與合成的嗶聲。一個角色有一個粗糙的聲音嘶啞但電腦卻用一種柔和，迷人的音調（反派角色的古典的性格描述）。空間準確地描繪為真實的寂靜空洞，但技工用巡環空調系統的聲音填滿了這個世界，電腦的嗡嗡聲與門的嘶嘶聲。《2001太空漫遊》到處是聲音，且大多數是環境音樂。也就是說，大多數是環境音樂。

### 拍攝
主體攝影於1965年12月29日開始，於英國謝珀頓的謝珀頓工作室H號攝影棚進行。選擇此地的原因是棚內能容納一個尺寸達60乘120乘60-英尺（18乘37乘18-）的巨型深坑，用以拍攝第谷坑挖掘場景，這是首個開拍的場面。
1966年1月，劇組轉至規模較小的英國米高梅工作室，於博勒姆伍德繼續拍攝實景與特效場面，首先拍攝的是佛洛伊德博士搭乘獵戶座太空機的段落；該片場被形容為一個「巨大的跳動神經中樞......其緊張氣氛不亞於甘迺迪角火箭倒數中心」。
唯一一個非在棚內拍攝的場面，也是電影最後一個拍攝的實景鏡頭，是主猿「觀月者」以骨頭作為武器，擊碎一堆動物骨骸的場景。為了避開背景中的汽車與卡車，一個小型高架平台被搭建在片廠附近的野地中，攝影機自下往上拍攝，以天空為背景。開場的「人猿黎明」（Dawn of Man）段落在博勒姆伍德片廠完成，當時攝影師約翰·奧爾科特接替了離組改拍其他作品的傑佛瑞·昂斯沃斯。背景靜態照片是在當時的西南非洲（今納米比亞）的施皮茨科普拍攝的。此外，在片頭描述猿人部族的段落中，飾演「觀月者」的默劇演員丹尼爾·李希特亦負責編排其他猿人的肢體動作，這些角色大多由他所屬的默劇團隊成員飾演。
演員的拍攝工作於1967年9月完成，之後從1966年6月到1968年3月，庫布力克幾乎都致力於處理片中多達205個特效鏡頭。他要求所有視覺特效都必須使用「攝影機內效果」方式製作，避免因使用藍幕與疊圖技術而導致畫質降低。這種稱為「靜置曝光」的製作手法雖能保證畫面品質，但也導致底片常需存放數月甚至長達一年，才能等待下一次曝光合成。1968年3月，庫布力克完成了「首映前版本」的剪輯，在電影1968年4月正式上映前數天仍在做最後修剪。
本片於1965年宣佈將以Cinerama格式上映，實際上是使用70公釐膠片系統拍攝，即使用65毫米底片加上球面鏡頭，製作出2.20:1的寬螢幕比例。最終發行形式包括一種「巡迴上映」的70毫米版本，以及後續的一般35毫米拷貝版本。色彩處理與35毫米版本的拷貝由特藝七彩進行染色轉印，70毫米拷貝則由米高梅實驗室以Metrocolor方式製作。
該片最終超出原本600萬美元的預算達450萬美元，並且拖延了16個月才完成。
在設計HAL的過程中，庫布力克與克拉克曾諮詢IBM的專業意見，儘管最終並未在電影中採用該公司標誌。

### 配樂
從製作初期開始，庫布力克便決定將這部片打造為一種以視覺為主的「非語言經驗」，不依賴傳統敘事電影的手法，並讓音樂在營造特定情緒上扮演關鍵角色。電影中約有一半的音樂出現在首句對白之前或最後一句對白之後。在有人物對話的場景中，幾乎聽不到配樂。
本片最具特色之一，是創新地大量採用現成商業唱片中的古典音樂，這在當時（甚至現今）都相當罕見；大多數電影通常會為電影專門委託職業作曲家創作完整配樂或主題歌曲。實際上在製作早期，庫布力克曾委託好萊塢作曲家亚历克士·诺斯為《2001太空漫遊》譜寫原創配樂。諾斯此前曾為《風雲羣英會》和《奇愛博士》擔任配樂。
然而後製期間，庫布力克決定捨棄諾斯的音樂，改為使用他先前選定的古典樂曲作為所謂的臨時配樂。諾斯直到親自出席電影首映時才得知他的配樂被替換。諾斯事後回應：「我還能說什麼呢？那是一次重大、令人沮喪的經驗，儘管大家對音樂的反應不一，我認為維多利亞時代的門路加上中歐的泛音，實在與克拉克和庫伯力克的精湛概念不合。」諾斯製作的原創背景音樂曾在他过世前被短暫地發行。
在一場與米歇爾·西蒙的訪談，庫柏力克解釋：「無論我們的配樂師做的多傑出，但他們終究不是貝多芬、莫札特或布拉姆斯。當從古到今還有為數眾多優秀的管弦樂，為何要使用那些不算頂尖的音樂？當你在編輯一部電影，嘗試用不同的音樂片段來检验它們與畫面搭配的效果是相當有用的...嗯，加上一點關心與想法，這些暫時音軌便可以成為最終的配樂。」
《2001太空漫遊》在太空站會合點與月球降落過程中使用幾個古典作曲家的作品。主要配樂是由哈察都量（芭蕾舞劇「蓋亞妮」）與小約翰·史特勞斯廣為人知的華爾茲圓舞曲「藍色多瑙河」。特別為人熟知的則是作為開場樂的理查·史特勞斯的《查拉圖斯特拉如是說》，不可避免地與電影中的畫面和主題連結。這部電影的配樂同時向大眾展现了現代古典作曲家喬治·李蓋第，他在被朋友提醒之前，從未注意到他的作品《Atmosphères》被用在電影當中。他一開始對於這些音樂的使用並不開心，並對庫柏力克在片末「行星間的旅館」採用的錄音做出的電子處理提出抗議。
HAL被鮑曼斷線一幕所唱的「Daisy Bell」是麥斯·馬休利用電子合成器改編，而亞瑟·Ｃ·克拉克1962年在貝爾實驗室巧遇同學以及朋友─約翰·皮爾斯時在墨瑞·希爾設施曾聽過。在當時，物理學家約翰·拉里·凱利表演了一個令人注目的語音合成示範，同時也創造了貝爾實驗室歷史上發生的重大事件之。使用IBM 704電腦合成語音。凱利的變聲效果器與麥斯·馬修提供的伴奏重新創造了「Daisy Bell」這首歌，克拉克深受感動，於是他建議庫柏力克可在電影中使用。

## 設計與視覺特效

### 服裝與場景設計

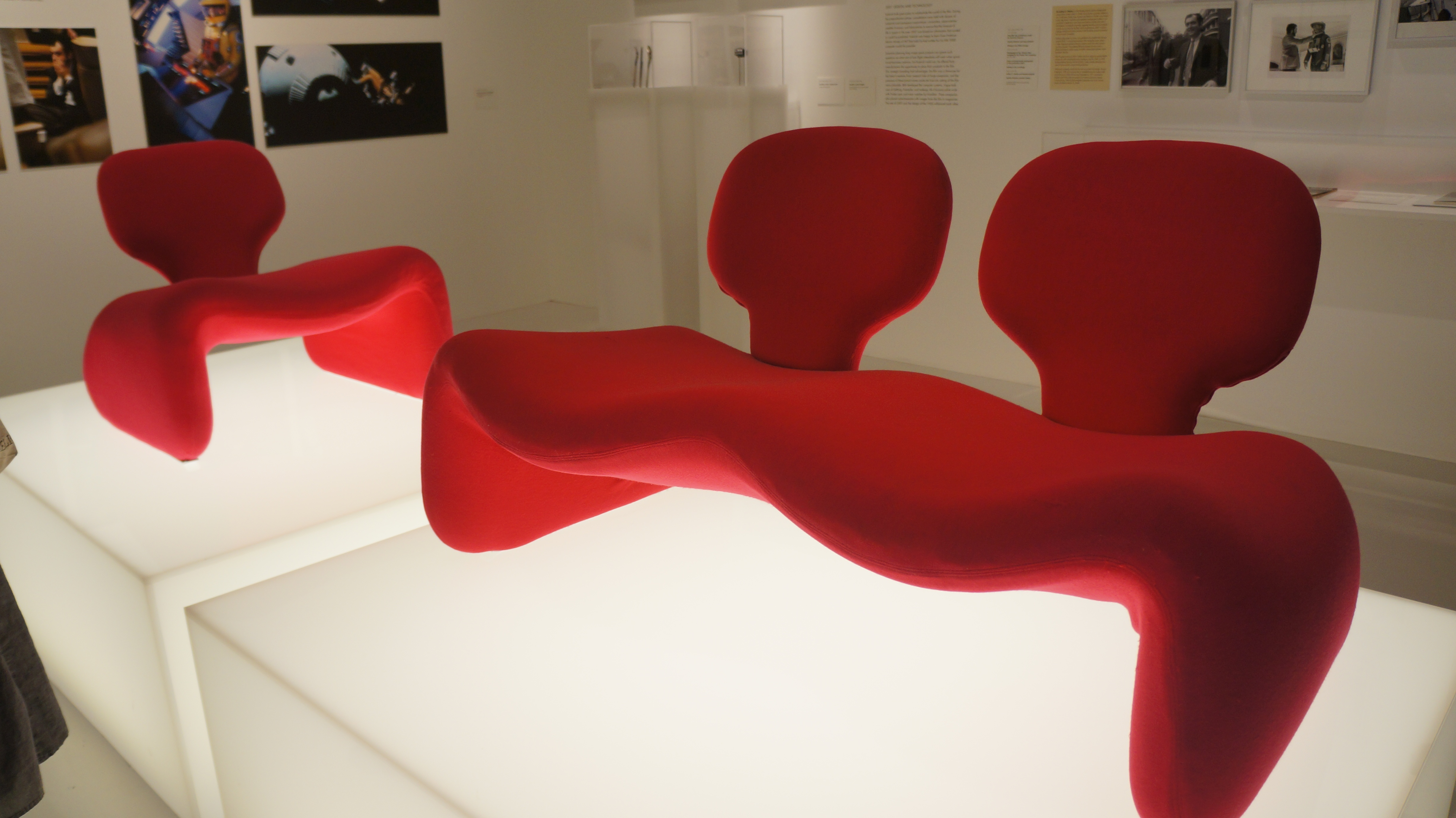
奧利維耶·穆爾格所設計的巨靈椅]在本電影中多次使用。

庫布力克親自參與製作的每個細節，甚至連演員服裝的布料也親自挑選，並為電影選用多件當代著名家具作為道具。當佛洛伊德博士從第五號太空站（Space Station 5）的電梯走出時，他迎面看到的接待員坐在一張略經改造的喬治·尼爾森「行動辦公室」（Action Office）書桌後方，這張桌子來自赫曼米勒公司於1964年推出的「Action Office」系列。電影中「發現號」太空人所使用的餐具由丹麥設計師阿爾內·雅各布森設計。
其他現代家具的範例，還包括出現在太空站多處的紅色巨靈椅，以及埃羅·沙里寧於1956年設計的單腳圓桌。巨靈椅的設計師奧利維耶·穆爾格後在廣告中利用本片的知名度；在個人網站首頁展示太空站片段的劇照與三張片場工作照。庫布力克去世前不久，影評人亞歷山大·華克曾告訴他穆爾格使用電影當作宣傳素材，還半開玩笑地說：「你這樣是在幫他維持家具價格啊。」
華克評論這些家具在片中的作用寫道：
大家對電影中太空旅館的場景印象最深，部分原因就是奧利維耶·穆爾格特製的家具，那些泡棉填充的沙發造型如波浪般起伏，並覆上鮮紅布料，是觀眾首次在整部以潔白色調為主的片中看到的色彩亮點。這些家具在視覺上宛如投射在畫面上的羅夏克墨漬測驗圖樣。
電影中多處出現詳細且字體偏小的科技裝置使用說明，其中最顯眼的是在白羊號（月球穿梭機）上的零重力馬桶操作說明。類似的詳細更換爆破銷（爆炸螺栓）說明出現在太空行走艙（EVA pods）的艙口，最明顯的是在鮑曼的艙口離艦營救普爾前的特寫鏡頭。
本片廣泛使用「Eurostile Bold Extended」、「Futura」以及其他無襯線字體作為設計元素。此外電腦螢幕顯示的字體解析度、色彩和圖形，在1960年代電影製作當時遠超多數電腦的技術能力。

### 黑石板設計

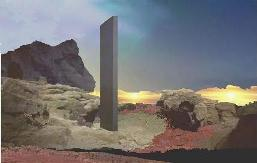
《2001太空漫遊》中出現的黑石板。

布力克親自參與了電影中黑石板（monolith）的設計及造型。最初的單體碑設計是透明的四面體，此造型直接取自啟發電影首段的短篇小說《哨兵》。
庫布力克委託倫敦一家廠商製作一個12英尺高的透明有機玻璃金字塔，但由於結構限制，該公司建議改為平板形狀。庫布力克同意，但對於現場拍攝中透明道具的玻璃感覺略感失望。藝術指導安東尼·馬斯特斯（Anthony Masters）建議改為讓單體碑表面採用啞光黑色。

### 模型製作
為提升電影的真實感，製作團隊打造了各種航天器和場景的精細模型，尺寸從約2英尺長的人造衛星和白羊號月球穿梭機模型，到長達55英尺的「發現號一號」太空船模型。團隊盡量使用「實景拍攝」技術，將模型與背景鏡頭結合以避免多重曝光導致影像品質下降。
在無更改視角的鏡頭中，會先拍攝模型的靜態照片並製作正片印刷底片。將模型影像從照片中剪下，貼附於玻璃上，再放置於動畫攝影機台上拍攝。未曝光的底片會重新繞回，以便拍攝星空背景；利用模型影像的剪影當作遮罩阻擋星空中相應區域。
若場景包含模型移動或視角變化，則直接拍攝模型本身。模型在大多數鏡頭保持靜止，攝影機安裝於特製軌道上，並以機械連動的馬達驅動攝影機移動，方便精確重複相同鏡頭移動。場景元素會分別拍攝於同一底片的多個曝光中，以結合點亮的模型、星星、行星和其他航天器。為了讓「發現號一號」模型在移動鏡頭全程保持焦點並維持比例感，攝影機光圈縮小到最大景深，每格曝光時間達數秒。為遮擋模型後方星空曾嘗試多種遮罩技術，部分製作人甚至逐格手繪模型外輪廓（转描机技术）來製作遮罩。
部分鏡頭需要再次曝光底片，以在航天器或建築物窗戶中顯示先前拍攝的真人畫面。這是透過將窗戶內的動作投影到模型上，以獨立攝影的方式完成；若使用二維照片，則從照片背面透過挖出的洞進行投影。所有鏡頭都需多次拍攝，以便沖洗並印製部分底片檢查曝光、密度、元素對齊等狀況，並提供用於其他攝影特效的素材。

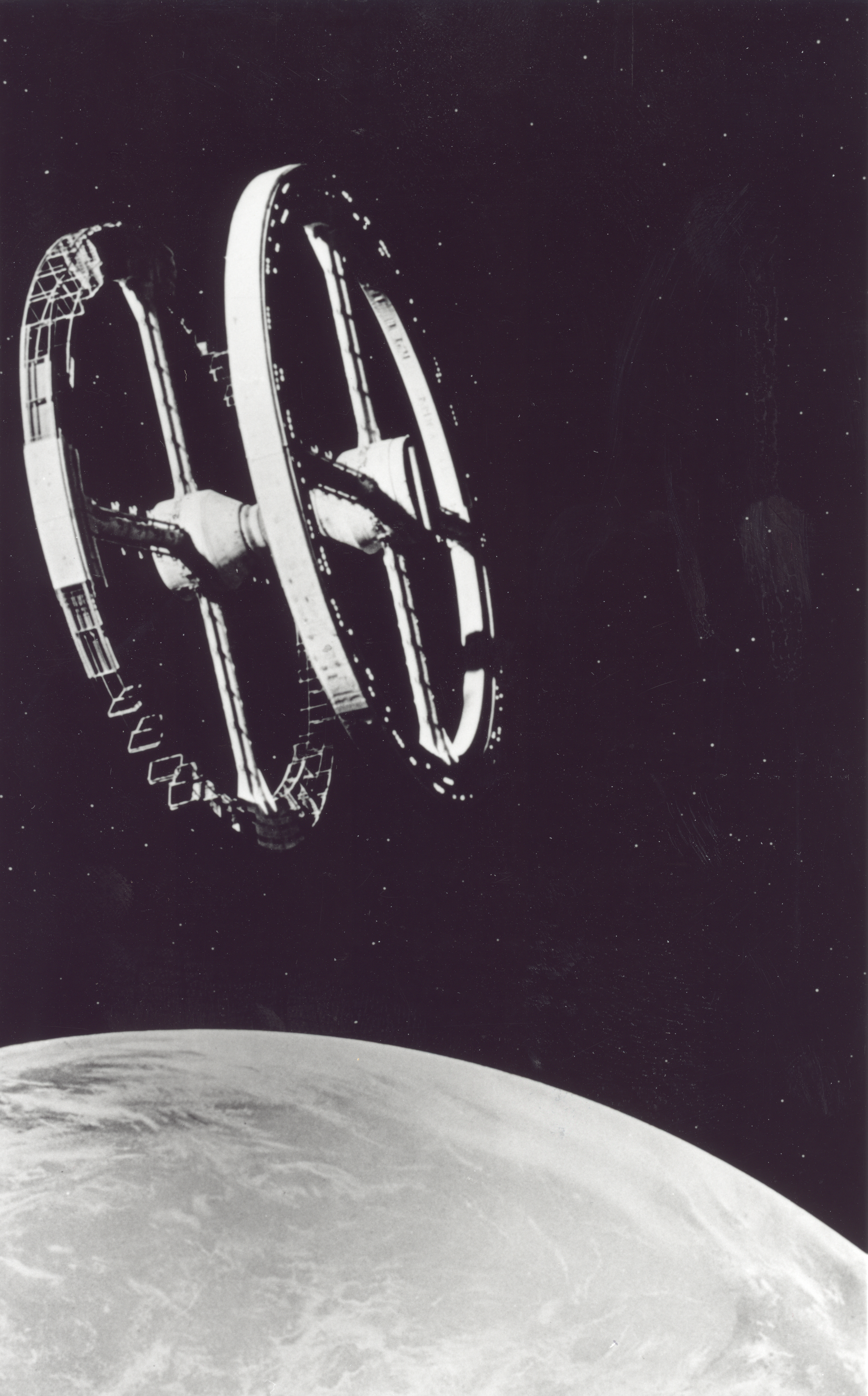
五號太空站（Space Station V）劇照
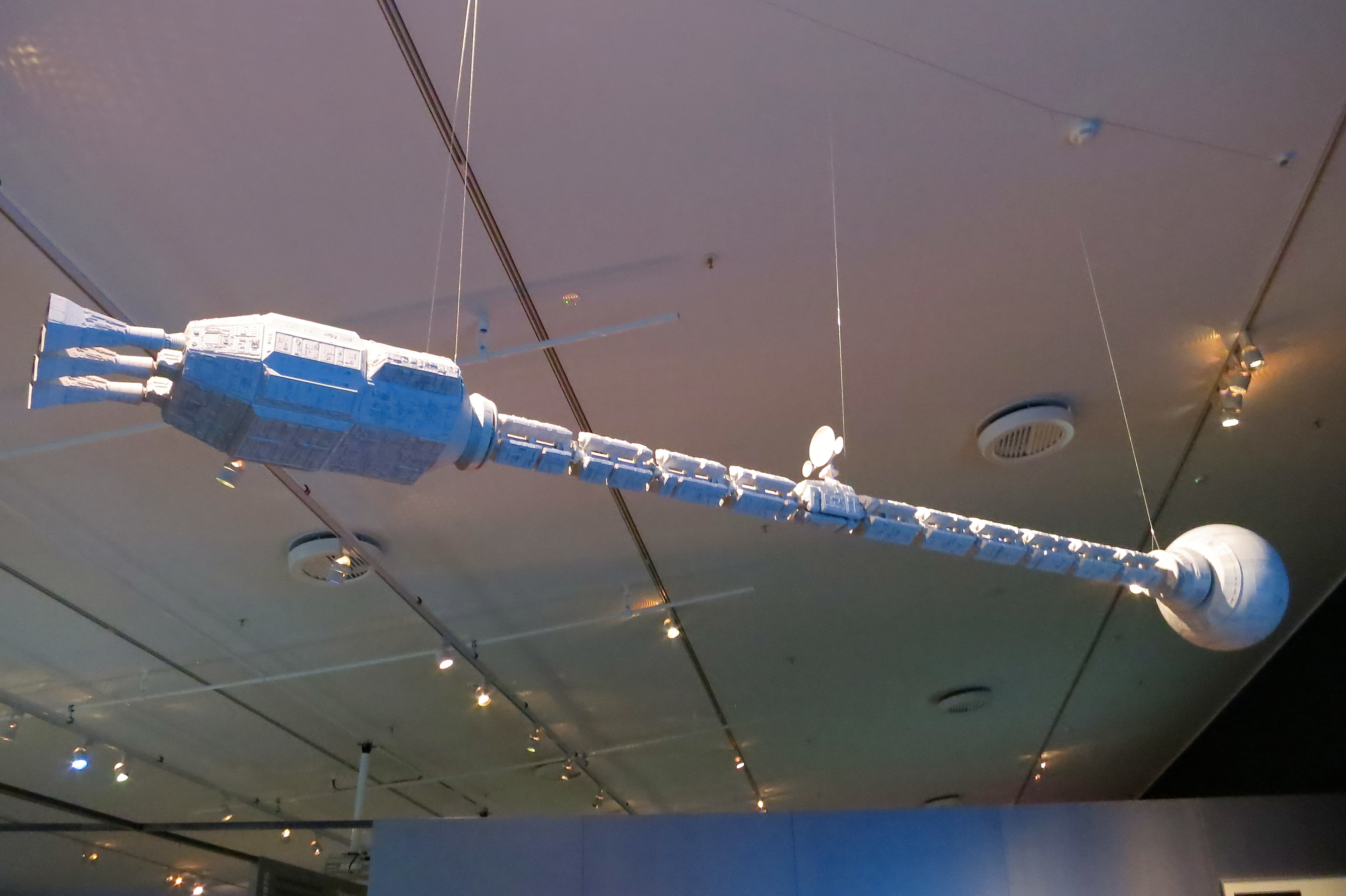
「發現號一號」模型的現代複製品
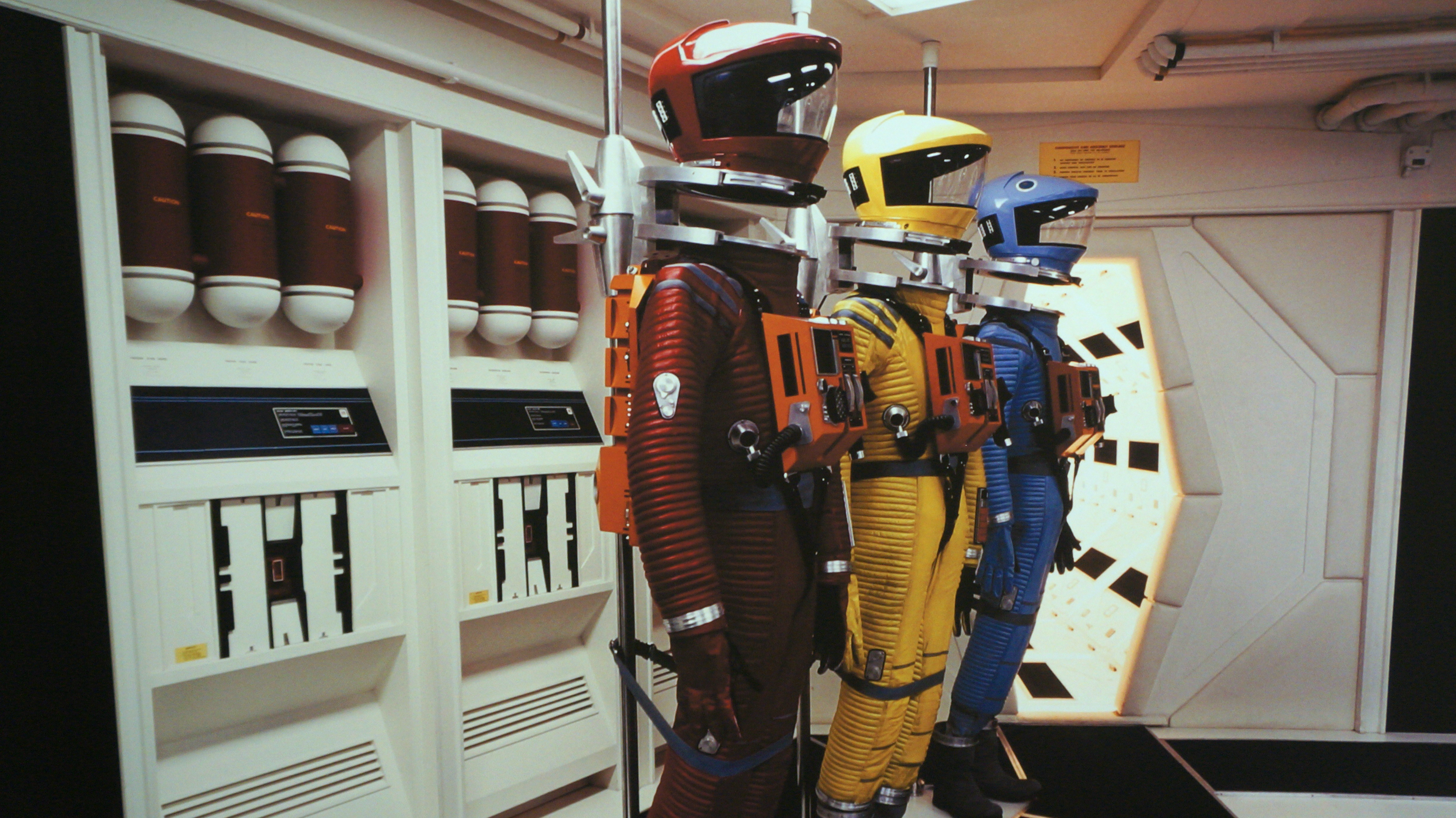
太空衣的現代複製品
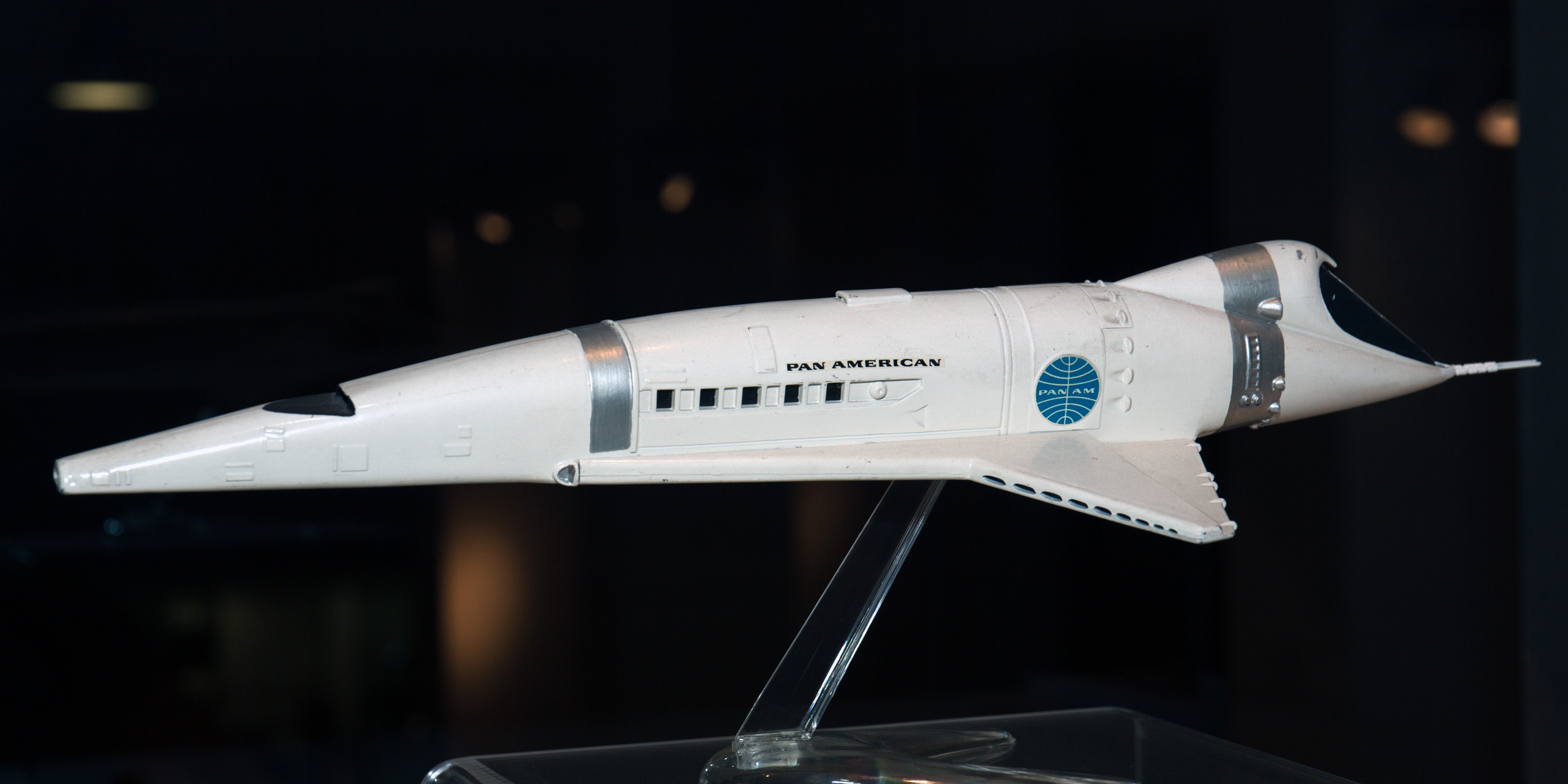
「獵戶座III號」模型，是電影中是由泛美航空營運的軌道航天器。

### 旋轉場景
為拍攝太空船內部場景，劇中設定有一座可產生人工重力的巨大離心機，庫布力克委託维克斯-阿姆斯特朗公司工程集團建造一個重約30英噸的旋轉「摩天輪」式布景，花費75萬美元（相当于2024年的$6,800,000）。該布景直徑約38英尺，寬10英尺。「發現號」離心機的多個鏡頭，是將布景內的場景固定於摩天輪中，旋轉時演員跟隨布景走或跑，保持位於離心機底部。攝影機可固定於旋轉輪內側，呈現演員完整「環繞」布景行走的畫面；也可將攝影機固定不動，使旋轉輪獨立於攝影機旋轉，如慢跑場景中，攝影機交替領先或跟隨演員奔跑。
演員分別出現在離心輪兩側的鏡頭，需將其中一名演員固定在離心輪「頂部」位置，另一名演員則從相反側走到「底部」與之會合。最知名的例子是鮑曼從中央樞紐搭梯進入離心機，與另一側正進食的普爾合。此鏡頭拍攝時，蓋瑞·洛克伍德須固定於座椅上，凱爾·杜拉則從輪子對面走向他，兩人隨輪子一同旋轉。另一旋轉場景出現在較早的白羊號月球穿梭機內。一名空服員準備空中餐點，並將餐點搬入一個圓形走道。該場景隨著旋轉180度的布景進行，攝影機視角保持不變，空服員看似在圓形走道「側面」行走，然後以「倒立」姿勢踏入連接走廊。

### 失重效果

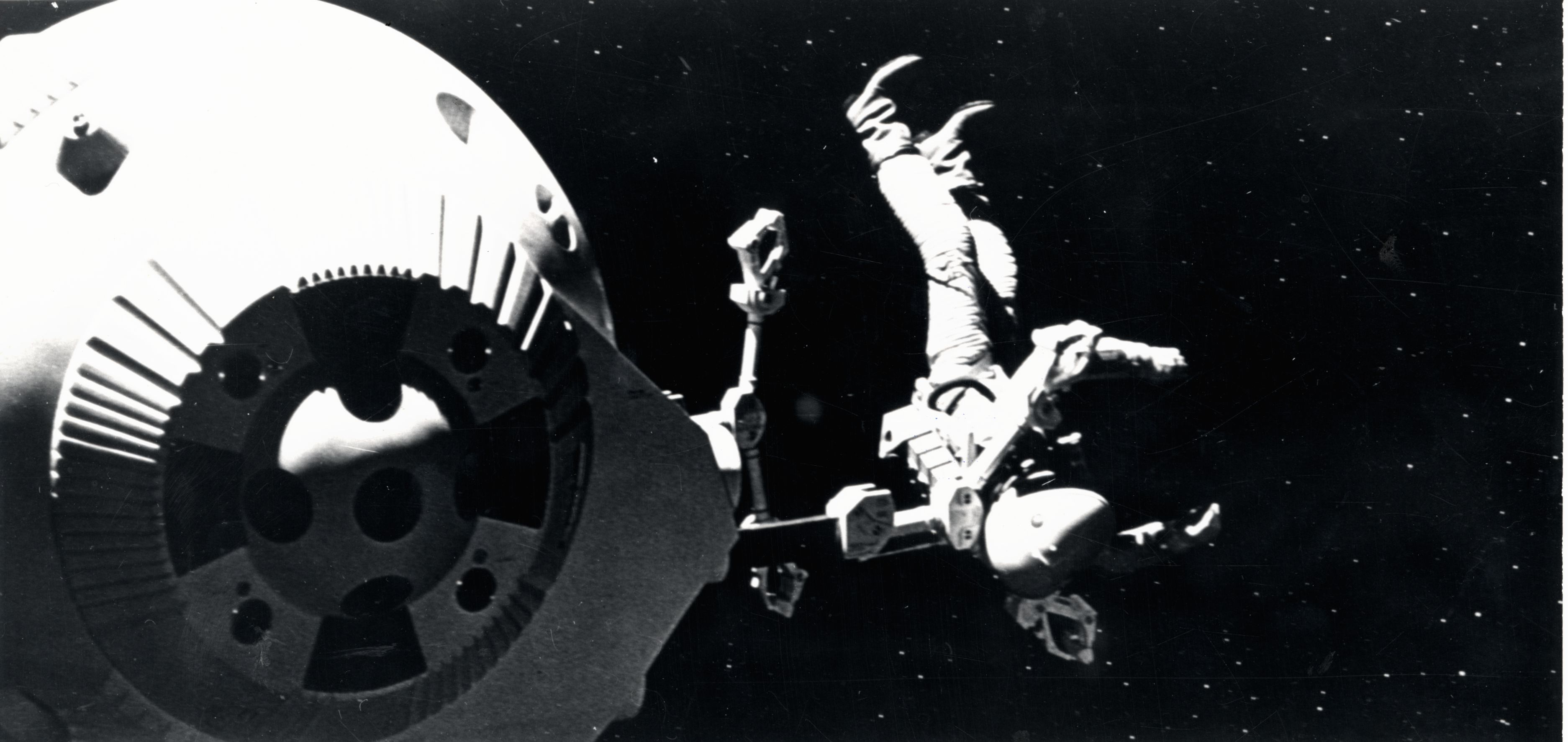
表現「失重效果」的劇照。

太空人在太空及太空船內漂浮失重的逼真效果，是透過將演員用細繩吊掛在布景頂部，再將攝影機置於他們下方拍攝達成。演員的身體遮蔽了細繩，使繩子不被鏡頭捕捉，營造出漂浮的錯覺。拍攝普爾漂浮入太空艙被鮑曼接住的鏡頭時，由替身以細繩吊掛，模仿失去意識者的動作，並以慢動作拍攝以增強失重的效果。鮑曼從艙外活動艙進入緊急氣閘的鏡頭也用類似方法拍攝：由鏡頭外一名工作人員站在高台上，操控吊掛凱爾·杜拉的繩索。當時工作人員先鬆開繩索讓杜拉向攝影機墜落，隨後又牢牢抓緊繩索並跳下高台，使杜拉再次向氣閘門上升。
這些方法被指控讓替身演員比爾·韋斯頓的生命受到威脅。韋斯頓回憶有一次拍攝時，太空衣上沒有通氣孔，冒著窒息風險。「即使氧氣罐向太空衣內供氣，呼出的二氧化碳無處排出，逐漸積聚，導致心跳加速、呼吸急促、疲勞、笨拙，最終失去意識。」韋斯頓說有人警告庫布力克「我們得把他拉下來」，但庫布力克回應：「該死，我們剛開始，讓他待在那兒！讓他待在那兒！」韋斯頓失去意識後拍攝暫停，他才被拉下。「他們把吊塔拉下來，我去找史丹利......我本想告他......結果史丹利已經離開片場，派副製片維克多來跟我談。」韋斯頓說庫布力克逃離片場「兩三天......我知道隔天他沒來，甚至後天也沒來，因為我準備找他算帳。」

### 「星門」序列
「星門」序列的彩色燈光效果是透過對數千張高對比度影像進行夾縫掃描攝影技術製成，包括歐普藝術、建築圖紙、莫列波紋、電路板及分子與晶體結構的電子顯微鏡照片。製作團隊稱這些鏡頭為「曼哈頓計劃」。多種類星體狀現象鏡頭（包括擴散的星域）是由在暗室中以慢動作拍攝的染色顏料與化學物質在「雲槽」裝置中攪動形成。真人景觀鏡頭取自赫布里底群岛、蘇格蘭北部山脈及紀念碑谷。負片上色與反轉影像特效則透過不同色彩濾鏡，在光學列印機製作複製底片時完成。
根據道格拉斯·特蘭布表示，這段拍攝是以一台長時間曝光的攝影機完成：攝影機安裝在軌道上，正對著一塊黑色遮蔽板，板上僅留下一道狹窄的縫隙。《Cinefex》雜誌第85期指出，最終完成的裝置是一塊六英尺高的金屬板，中央開了一道夾縫，可旋轉使用。這塊金屬板前方則設置了一塊機械化可移動的十二英尺長玻璃面板，面板背後打上燈光，並黏貼了各種可透光材質，例如正片與彩色膠片。根據1970年出版、由傑羅姆·阿格爾（Jerome Agel）撰寫的著作《The Making of Kubrick’s 2001》記載，「星門」的背景視覺素材包含高對比的底片，內容從光學藝術畫作、建築設計圖，到電子電路印刷圖樣皆有。
特蘭布曾對《Cinefex》回憶道：「整個房間都漆成黑色。我們豎立了那塊有夾縫的板，並在背後設置光源。接著我們鋪設了一條軌道，讓裝著65毫米膠卷的攝影機能沿軌道前進，攝影機的快門會在每格膠片上保持開啟。為了調整通過夾縫的光線，我們在縫隙後方滑動高對比的負片透明圖像，隨著攝影機向前移動。」並補充：「這些圖像在縫隙後方移動並接受背光照明，就像是在開關光源。攝影機同時沿十四英尺長的軌道朝縫隙前進。每一張底片的曝光都是完整的十四英尺移動。每次曝光約需45秒到1分鐘，並且每格畫面都包含兩次曝光。」並強調攝影機本身幾乎是全自動操作的，包含一套煞車系統以防止攝影機衝撞玻璃板。系統中還有一個小型加速馬達，會在拍攝過程中逐步提升「星門」視覺的移動速度。「那台攝影機經常要連續運作36個小時才能完成一個鏡頭。」、「我們總共至少花了六個月時間，才完成這些夾縫掃描畫面的拍攝。」
此外，特蘭布的作品受到了部分抽象藝術家，尤其受老約翰·惠特尼的《誘惑》與喬丹·貝爾森等人的作品啟發。

### 視覺特效
本片未使用一寸由電腦生成的特效。你在電影中看到的所有畫面，無論何種形式，都是透過物理或化學方式製作完成的。——凱爾·杜拉，2014年專訪
《2001太空漫遊》包含著名的匹配剪辑範例，這是一種將兩個鏡頭以動作或主題相連接的剪接手法。在序幕中，月觀者用骨頭殺死另一隻猿猴後，得意地將骨頭拋向空中；骨頭旋轉時，鏡頭切換到一顆人造衛星，標誌著序幕結束。這個剪接將兩件物品連結為原始工具與先進工具的典範，展示人類自早期直立人以來的技術進步。《2001》開創使用帶有反射膜遮罩的正面投影技術。庫布力克利用這項技術製作非洲場景及太空人登月場景的背景。
此技術包含一台與攝影機成直角的背景投影機，及一面斜置於攝影機前的半銀幕鏡，該鏡子將投影影像反射到裝有反射材料的背景幕上。背景幕上的反射材料能將投影光線反射效率提高一百倍以上，而前景主體反射光線較弱。前景人物的照明需與背景影像相平衡，使得投影光線落在前景人物身上的部分足夠微弱，不會在成片中顯現。唯一例外是「人類黎明」序列中獵豹的眼睛，因為投影光照射而發出光芒，庫布力克稱之為「幸運的意外」。
正面投影技術在《2001》之前曾用於小型場景，主要是靜態攝影或電視製作，使用小型靜態影像和投影機。《2001》非洲場景所需的背景幕高度達40英尺、寬110英尺，遠大於以往使用的尺寸。因背景幕以100英尺長的條狀反射材料拼接，接縫處的差異產生了視覺瑕疵，製作團隊遂將材料撕成較小碎片，隨機貼成「迷彩」樣式解決問題。當時投影機使用4×5英寸透明底片，放大投影時畫質粗糙，因此團隊與MGM特效主管湯姆·霍華德合作打造使用8×10英寸透明底片的專用投影機，搭配當時最大型的水冷弧光燈。此技術後在影視圈廣泛使用，直到1990年代被色键系統取代。
儘管該片憑藉特效贏得奧斯卡最佳視覺效果獎，但獎項只頒給庫布力克，負責視覺特效的道格拉斯·崔姆布爾未獲官方認可。這導致崔姆布爾威脅提出法律訴訟，兩人十年未曾交談。

## 發行
本片原定於1966年聖誕節上映，但之後延至1967年初，再延至1967年10月。本片於1968年4月2日舉行全球首映，地點為華盛頓特區上城劇院，當時放映的是長達160分鐘的版本。次日於紐約國會劇院上映，再隔一天於洛杉磯好萊塢太平洋劇院放映。原始版本也曾於波士頓放映。
庫布力克與剪輯師雷·洛夫喬伊於1968年4月5日至9日之間重新剪輯本片。庫布力克表示剪輯的目的是為了讓敘事緊湊。有評論認為該片偏離傳統敘事風格而受到質疑。庫布力克稱：「我不認為這些刪減有重大影響......喜歡這部電影的人無論多長都會喜歡，討厭的人也一樣。」
被刪減的片段據報長度為19分鐘，也有報導稱為17分鐘。刪減內容包括發現號上的生活片段，例如額外的太空漫步、鮑曼在八角形走廊中取備件的畫面、普爾被殺前的準備過程、HAL切斷與普爾的無線聯繫，以及鮑曼在外星人房間撿起拖鞋的特寫。傑洛姆·艾傑爾（Jerome Agel）指出，刪減片段還包含「猿猴時期的場景、獵戶座號、普爾在離心機中的運動，以及普爾的艙外活動艙脫離發現號的畫面」。新版影片長約139分鐘。其他刪除場景還有月球基地的繪畫課（其中包含庫布力克的女兒）、佛洛伊德博士透過視訊電話從百貨公司為女兒購買灌木嬰猴寶寶。
此外，一段長達十分鐘的黑白開場序列被移除，內容是多位科學家的訪談，其中包括弗里曼·戴森討論地外生命的可能性。該序列在一次內部試映中被米高梅高層要求刪除。
根據庫布力克的妹夫詹·哈蘭所述，庫布力克堅持刪剪片段不得外流，並在去世前將他存放在車庫的底片燒毀。這點由前助手利昂·維塔利證實：「我告訴你，像《發條橘子》、《鬼店》、《巴里·林登》，還有《2001》的一些小段落，我們有成千上萬罐的剪接負片和膠卷，是存放在他家工作室的一區，由他親自監督裝車。我後來將它們送去一處工業廢棄地點焚燒。這是他親自要求的。」
2010年12月，視覺特效總監道格拉斯·特蘭布宣佈華納兄弟在堪薩斯州的一個鹽礦儲藏倉中找到17分鐘的後期刪剪片段，「保存完好」。至今未宣布任何釋出計畫。
新版本於1968年4月10日於美國四座城市（芝加哥、丹佛、底特律與休士頓）擴大上映，隔日於五座海外城市上映，所放映之版本為70mm、2.21:1比例、六軌磁帶立體聲音效。至5月底，美加22座城市上映本片，6月再於另36座城市放映。之後秋季推出35mm寬螢幕變形鏡頭格式的普及上映版，音效使用四聲道磁帶或單聲道光學聲軌。
原始70mm版本與當時許多70公釐膠片電影如《大賽車》一樣，在配備曲面銀幕與特殊放映鏡頭的戲院中標示為「Cinerama」。於一般戲院則標示為70mm製作。《2001太空漫遊》的70mm Cinerama版本在部分戲院連續放映超過一年，在洛杉磯更達103週。
如同當時許多大製作電影，該片同時推出「roadshow」70mm版本與稍晚的35mm上映版本。後者大多移除序曲、幕間音樂與片尾音樂，但這些內容已在多數DVD版本中獲得復原。

## 迴響

### 票房
本片在美國與加拿大上映頭九週內於22個地點共獲得200萬美元票房，相當於20.79萬美元在2024年的幣值。1968年巡迴放映期間，《2001太空漫遊》的發行商分帳票房達850萬美元，美加地區總計分帳收入為1640萬美元，全球總計為2190萬美元。
本片成本高達約1050萬美元，因此1968年首輪上映初期仍虧損約80萬美元；直到1971年重新上映後才開始獲利。截至1974年6月，美加票房分帳已達2030萬美元（總票房為5800萬美元），國際票房分帳則為750萬美元。1974年7月24日，該片在圓頂劇院進行測試性重新上映，首週便創下5萬3000美元票房，促成進一步擴大上映。隨後多次重新上映，使美加累計總票房超過6000萬美元。考量多次重新上映，《2001太空漫遊》因此成為1968年美國與加拿大票房最高的電影。
全球方面，該片歷年累積票房達1億4600萬美元， 亦有估算指出總票房超過1億9000萬美元。

### 批判性評價
| 媒體           | 累積評分 |
| -------------- | -------- |
| AllMovie       | [ 151 ]  |
| Metacritic     | 8.7/10   |
| MUBI           | 8.1/10   |
| 爛番茄         | 90/100   |
| 網路電影資料庫 | 8.3/10   |

《2001太空漫遊》在上映時引起評論界分歧，既受到讚譽也遭遇批評，特別是紐約的評論人多半抱持嚴厲態度。庫布力克形容他們是「教條式的無神論者、唯物主義者、腳踏實地的膚淺之輩」。
部分評論人觀賞的是161分鐘的首映版本，分別於華盛頓特區、紐約與洛杉磯放映。主演凱爾·杜拉表示，在紐約首映時有250人中途離場；在洛杉磯，洛克·哈德森也提早離場，並被聽到他的咕噥：「這什麼狗屁東西？」「有人能告訴我這到底在講什麼嗎？」「但上映幾個月後，他們發現很多觀眾是在吸了迷幻煙後去看這部電影。甚至有人在舊金山衝進銀幕前大喊『是上帝！』於是他們推出了新的海報，上面寫著：『《2001》終極之旅！』」
《The New Yorker》的佩內洛普·吉利亞特表示這是「某種偉大的電影，也是一場令人難忘的實驗......這部片具有催眠般的娛樂性，也有幽默感，卻從未淪為搞笑，但同時也令人相當痛苦」。《洛杉磯時報》的查爾斯·查普林寫道，這是「所有年齡、各地科幻迷長年祈盼工業界能為他們拍出的一部作品。這是對科幻電影的最終宣言，是對未來太空的驚人呈現......在電影藝術中，它是一個里程碑，一個太空標記。」《基督科学箴言报》的路易絲·斯威尼（Louise Sweeney）認為本片是「一部對現代科技的傑出銀河諷刺作品，同時也是在庫布力克電影飛船上進行的160分鐘宇宙旅程」。
影評人菲利普·法蘭奇評論道，該片「或許是自D·W·格里菲斯的《忍無可忍》以來，首部可稱為一人創作成果的數百萬美元等級鉅作......《2001太空漫遊》可視為科幻電影，至少是未來派科幻分支的巔峰之作」。《波士頓環球報》的評論稱其為「世界上最非凡的電影。波士頓從未放映過這樣的作品，嚴格說來，其他地方也沒有......這部片令人振奮，彷彿發現了生命中的新維度」。罗杰·伊伯特在他原始的評論中給予四星評價，稱該片「在宇宙規模上取得了輝煌成就」。他後來也將該片列入《視與聽》的十佳名單。
《時代雜誌》在1968年間共發表至少七篇對該片的短評，每篇比前一篇更為正面；最終於1968年12月27日的評論中稱其為「一部關於人類歷史與未來的史詩電影，由史丹利·庫布力克精彩執導，特效令人震撼」。
也有不少人對此片提出負面評價。影評人保琳·凱爾稱其為「一部極度缺乏想像力的電影」。《The New Republic》的史丹利·考夫曼則形容這部片「乏味到連庫布力克原為展現技術巧思所鋪設的基礎都被抹煞殆盡」。蘇聯導演安德烈·塔尔科夫斯基認為此片未能為科幻電影類型帶來足夠貢獻。《紐約時報》的雷納塔·阿德勒則評價為「介於催眠與極度無聊之間」。
《綜藝》的羅伯特·B·弗雷德里克（Robert B. Frederick）認為本片是「一部宏大、美麗但步調緩慢的科幻史詩......雖在攝影與特效方面成就卓著，《2001》在戲劇張力方面卻乏善可陳，直到中段後才稍顯懸疑」。安德鲁·萨里斯則稱其為「我人生中看過最陰鬱的電影之一......《2001》之所以失敗，是因為它太過抽象，反而無法傳達其抽象主旨」。（不過在第二次觀賞後，薩里斯改變看法，並宣稱「《2001》確實是大師之作」。）約翰·西門指出該片是「令人遺憾的失敗之作，雖不至於全盤皆輸。當聚焦於猿類或機械時頗具吸引力......但一旦描寫人類便令人難以忍受......《2001》雖在視覺與機械奇觀精彩萬分，但終究是太空版的《風雲羣英會》，更糟的是，它是一部冗長的上帝故事，虛浮矯飾至極」。
歷史學家小亞瑟·史列辛格認為本片「道德矯飾，思想模糊，篇幅冗長......是一部失控的作品」。BBC於2001年重評該片指出，現代觀眾對其緩慢節奏的接受度反而比首映時更低。
根据評論匯總网站爛番茄汇总的164篇评论文章，90%的评论家给予该作正面评价，平均打分为9.2分（满分10分）。该网站总结的评论家共识是“本片是史上最具影響力、也最具爭議性的科幻電影之一，史丹利·庫布力克的《2001太空漫遊》是一則細膩、富詩意的冥想，探討人類的巧思與愚行。” 在Metacritic上，25位影評人共給予了84分的分數（滿分100分），這部電影獲得了「一致好評」。

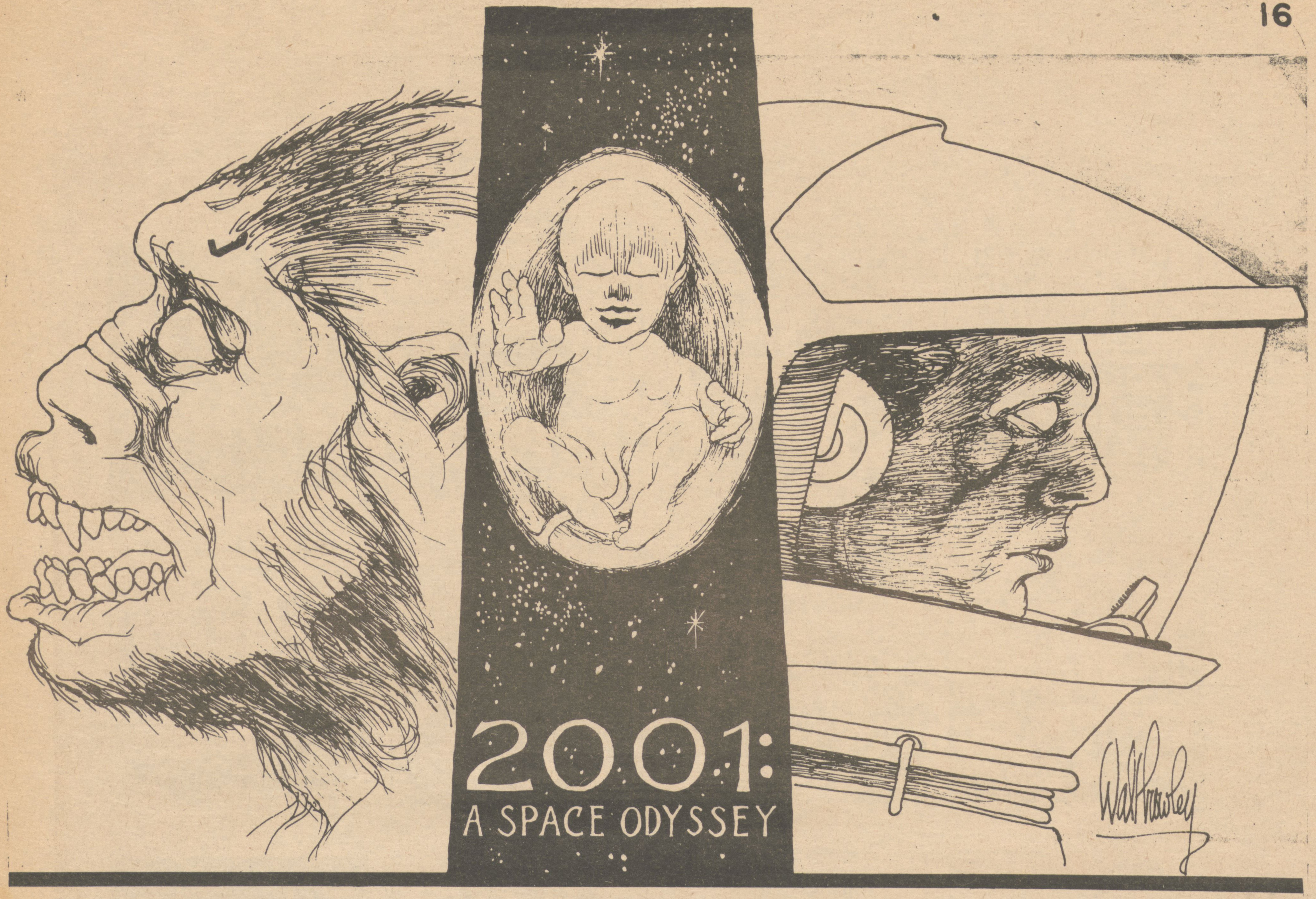
西雅圖作家華特·克勞利為《2001太空漫遊》撰寫正面影評時所繪之漫畫，刊登於西雅圖地下報《螺旋報》。他批評主流影評人「以諾曼·洛克威爾的心態來看待瓦西里·康定斯基」。

《2001太空漫遊》是唯一入選《視與聽》2012年十大最佳電影榜單的科幻電影，並位居在线影评人协会評選的史上最偉大科幻電影之首。2012年，電影編輯協會根據會員票選，將其列為影史第19名最佳剪輯電影。
其他將本片納入榜單的還包括《死前必看的50部電影》（排名第6）、《村聲》20世紀百大電影（第11名）、羅傑·伊伯特於1968年的十大電影（第2名）。1995年，梵蒂岡將其列入《梵蒂岡重要電影45部》的「藝術」類別中。1998年，《Time Out》舉辦的讀者票選中，《2001太空漫遊》被評為影史第九名。《娱乐周刊》也將其列為「影史百大電影」第26名。
2017年，《帝國雜誌》雜誌讀者票選本片為「百大電影」第21名。
2022年12月，《視與聽》公佈由480位導演參與的票選結果，《2001太空漫遊》被選為「影史最佳電影」，超越了《公民凯恩》與《教父》。

### 科幻作家的評價
本片獲得由科幻迷與作家票選的雨果獎最佳戲劇表現獎。雷·布萊伯利稱讚本片的攝影傑出，但批評大多數對話空泛，並指出觀眾對普爾之死毫無共嗚。布萊伯利與萊斯特·德爾·雷都認為人類角色的互動在科技奇觀中顯得冷漠乏味，雖然都對電影的畫面表示肯定。德爾·雷報導稱「中場休息時已有一半觀眾離場」，並形容這部作品「沉悶、混亂且無聊（這是第一部新浪潮風格的電影，充滿空洞象徵）」，他還預測「這部片可能票房慘敗，進而讓主流科幻電影倒退十年」。
作家薩繆爾·R·德拉尼則對本片如何顛覆觀眾對空間與方向的直覺印象深刻。與布萊伯利的觀點類似，他也指出對話的平庸，並視其為一種戲劇張力的表現，是電影結尾「重生」主題的前奏。
艾萨克·阿西莫夫雖未深入分析本片，卻在其自傳與其他文章中給予正面評價。詹姆斯·霍根表示他喜歡這部電影，但抱怨結局讓他完全無法理解，並因此打賭自己是否能寫出更好的故事：「我毫不羞愧地偷用了亞瑟（C.克拉克）的情節概念，並寫出了《星辰的繼承者》。

### 獎項與榮譽
| 獎項                   | 類別                 | 提名者                                    | 結果   | 參考    |
| ---------------------- | -------------------- | ----------------------------------------- | ------ | ------- |
| 第41届奥斯卡金像奖     | 最佳導演獎           | 史丹利·庫柏力克                           | 提名   | [ 190 ] |
| 第41届奥斯卡金像奖     | 最佳原創劇本獎       | 史丹利·庫柏力克 和 亞瑟·克拉克            | 提名   | [ 190 ] |
| 第41届奥斯卡金像奖     | 最佳藝術指導獎       | 安東尼·馬斯特斯、哈利·蘭奇和歐內斯特·阿徹 | 提名   | [ 190 ] |
| 第41届奥斯卡金像奖     | 最佳視覺效果獎       | 史丹利·庫柏力克                           | 獲獎   | [ 190 ] |
| 第22屆英國電影學院獎   | 最佳電影獎           | 史丹利·庫柏力克                           | 提名   | [ 191 ] |
| 第22屆英國電影學院獎   | 最佳藝術指導獎       | 安東尼·馬斯特斯、哈利·蘭奇和歐內斯特·阿徹 | 獲獎   | [ 191 ] |
| 第22屆英國電影學院獎   | 最佳攝影獎           | 傑佛瑞·安斯沃斯                           | 獲獎   | [ 191 ] |
| 第22屆英國電影學院獎   | 最佳音效獎           | 溫斯頓·萊德                               | 獲獎   | [ 191 ] |
| 第22屆英國電影學院獎   | 聯合國獎             | 史丹利·庫柏力克                           | 提名   | [ 191 ] |
| 電影作家圈獎           | 最佳外語片           | 《2001太空漫遊》                          | 獲獎   | [ 192 ] |
| 大衛·迪·多納泰羅獎     | 最佳外語片           | 史丹利·庫柏力克                           | 獲獎   | [ 193 ] |
| 第21屆美國導演工會獎   | 電影類最佳導演成就獎 | 史丹利·庫柏力克                           | 提名   | [ 194 ] |
| 雨果獎                 | 最佳戲劇表現獎       | 史丹利·庫柏力克和亞瑟·克拉克              | 獲獎   | [ 185 ] |
| 堪薩斯市影評人協會獎   | 最佳電影             | 《2001太空漫遊》                          | 獲獎   | [ 195 ] |
| 堪薩斯市影評人協會獎   | 最佳導演             | 史丹利·庫柏力克                           | 獲獎   | [ 195 ] |
| 月桂獎                 | 最佳巡迴展映片       | 《2001太空漫遊》                          | 獲獎   | [ 196 ] |
| 1968年國家評論委員會獎 | 前十大電影           | 《2001太空漫遊》                          | 第十名 | [ 197 ] |
| 英國作家協會獎         | 最佳英國原創劇本     | 史丹利·庫柏力克和亞瑟·克拉克              | 提名   | [ 198 ] |

1969年，美國國務院的一個委員會選定《2001太空漫遊》為美國代表作品，參加第6屆莫斯科國際電影節。
《2001太空漫遊》在美國電影學會2007年的《AFI百年百大電影（10週年版）》名列第15（1998年原榜單為第22）、在《AFI百年百大驚悚電影》中排名第40，並入選《AFI百年百大經典台詞》（第78名：「打開艙門，HAL」），其角色「HAL 9000」在《AFI百年百大英雄與反派》中排名第13大反派，更於《AFI百年百大勵志電影》列為第47名最具啟發性電影，並於《AFI十大類型電影十大佳片》中被票選為最佳科幻電影。

## 解釋
自首映以來，《2001太空漫遊》已受到專業影評人與理論家的分析與詮釋，也有業餘作家與科幻迷的探討。彼得·克雷默（Peter Krämer）在其為英國電影協會撰寫的專論中，總結了多樣化的詮釋觀點，涵蓋從將電影視為黑暗的啟示錄式語調，到視其為人類與人性希望的樂觀重估。
對《2001》的問題包括對電影對人類起源與宇宙命運的隱喻不確定性，以及對電影中晦澀場景的詮釋，如黑石板的意義或鮑曼的命運。也有一些較為簡單與實際的情節問題，特別是HAL故障的原因（該原因在早期草稿中有解釋，但在正式電影中保持神秘）。

### 觀眾與評論家

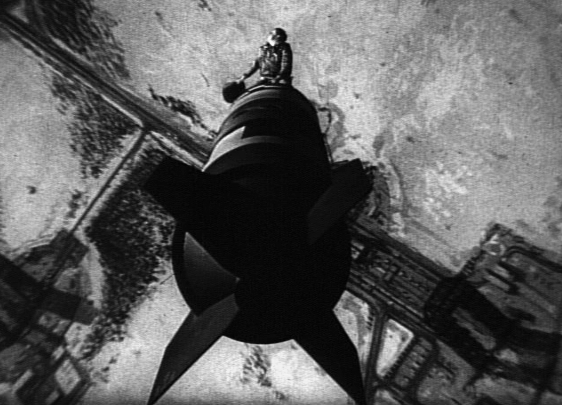
《奇愛博士》結尾場景，展現庫柏力克對核子噩夢的諷刺實現

電影上映後引發了多種詮釋觀點，反映出戲院觀眾與影評人之間的看法分歧。克雷默指出：「許多觀眾寫信給庫柏力克，告訴他他們對《2001》的感受，其中大多數人將電影，特別是結尾，視為對人類誕生與重生的樂觀表述。相比之下，影評人與學術評論者則傾向於將本片理解為一種對人性與人類未來的悲觀描述。最極端的詮釋甚至認為，漂浮在地球上空的胎兒將會摧毀地球。」部分影評人對電影的末日式詮釋，受到庫柏力克前一部作品《奇愛博士》的影響。該片在《2001》之前上映，因此促使部分觀眾聯想到片中環繞地球的核武器，進而產生關於毀滅性結局的黑暗推測。這些解讀曾遭到亞瑟·克拉克的明確反駁，他表示：「許多讀者將小說的最後一段解讀為他（那個胎兒）摧毀了地球，也許是為了創造新的天堂。但我從未這麼想過；很明顯他只是觸發了那些在軌道上的核彈，但並未造成任何傷害……」。
針對《紐約客》撰稿人傑里米·伯恩斯坦對電影結局所做的悲觀解釋，史丹利·庫柏力克回應說：「小說的結局並不是地球被摧毀。」
談及整部電影，庫柏力克鼓勵觀眾依自身理解進行詮釋，並拒絕提供「究竟發生了什麼」的唯一解答。他在1968年接受《花花公子》訪問時表示：
你可以自由地對電影的哲學與寓言意涵進行推測，而這樣的推測本身也顯示電影成功地在深層層面抓住了觀眾。但我不想為《2001》制定一份語言化的地圖，好讓每個觀眾感到必須依此理解，否則就會擔心自己錯過了重點。
在與約瑟夫·蓋爾米斯（Joseph Gelmis）的訪談中，庫柏力克說明他創作本片的主要目標是避免「理性語言化」，而是直接觸及觀眾的潛意識。他補充，自己並不追求模糊性，那只是創作一部非敘事電影時的必然結果。不過他也承認這種模糊性正是電影的一大優勢。他當時願意針對劇情在「最簡單的層次」給予直白的說明，但對於電影的形上學詮釋則選擇保留，認為應該由觀眾自行決定。

### 黑石板的意義
對某些讀者而言，克拉克根據劇本撰寫的小說是理解本片的線索。小說中明確指出，黑石板是由一種經歷多次演化階段的外星種族所製造的工具。這些生物從有機生命體進化為生物機械形態，最終成為純能量的存在。他們在宇宙中巡遊，致力於協助低等智慧生命踏上進化之路。相對地，影評人潘尼洛普·休斯頓於1971年指出，鑒於小說與電影在多個關鍵層面上存在差異，因此不應將小說視為解讀電影的關鍵。
卡羅琳·格杜爾德（Carolyn Geduld）曾指出，黑石板正是統合全片四個段落結構的關鍵元素，也是全片最具宏大、且最難解的謎題。而文森特·洛布魯托（Vincent LoBrutto）在其為庫柏力克撰寫的傳記中也提到，對許多觀眾而言，克拉克的小說補充了對黑石板的理解，相對之下，電影中的表達更為曖昧。格杜爾德進一步指出：「黑石板……在克拉克的小說中有一個非常明確的解釋」，但他也承認，即使在小說中，電影結局仍未被完全解釋。
《滾石雜誌》評論人鮑伯·麥克雷（Bob McClay）認為，黑石板第一次出現時教導猿類使用工具（從而「開啟」了人類文明），而人類最後一次與黑石板的接觸則標誌著「另一個進化階段」的完成，兩者形成某種平行對應的結構。提姆·德克斯（Tim Dirks）也在其影評中寫道，從猿人到人類，再到太空人與星之子，這一循環性的進化過程已經完成。
片中人類與黑石板的第一次與第二次接觸在視覺構圖上也有明顯的呼應。猿類與太空人皆以謹慎的姿態用手觸碰黑石板，並且這兩段情節皆以相似的影像結尾。太陽從黑石板正上方升起，第一次出現的是新月，第二次則是幾乎位於相同位置的彎月地球。這種構圖呼應了片頭所呈現的太陽、地球與月亮的三體會合天體排列。第二次接觸也暗示，黑石板因人類的出現而被啟動，並發出無線電訊號傳往木星，這個設定亦可追溯至克拉克原始小說〈前哨〉的情節架構。
黑石板同時是本片最後一句台詞的主題，出現在「木星任務」段落的結尾：「它的起源與目的依然完全是個謎。」麥克雷與羅傑·艾伯特皆認為黑石板是電影的核心象徵。艾伯特形容那筆直的邊緣與方正的角落出現在風化岩層中的畫面，猿類小心圍觀的反應，預示人類即將邁向星際世界。學者Patrick Webster 則認為，這句話不僅是對月球黑石板的註解，更是一種觀看整部電影的方式。他指出，這句話也象徵對電影中所描繪之宇宙終極之謎的探索與體會。
此外，有研究者認為黑石板象徵的是「旋轉九十度的寬銀幕」，即電影銀幕本身。電影學者米歇爾·奇翁（Michel Chion）指出，黑石板既是一塊螢幕，也是否定銀幕的存在，因其純黑表面僅吸收光線，毫無反射。他進一步說明：「它同時既是一塊螢幕，也是否定螢幕的存在，因為它的黑色表面僅吸收光線，毫無反射......並引導我們......投射出自身與我們的情感。」。

### 新天國
克拉克表示他對《2001太空漫遊》結尾的首選解釋，是「星之子」所帶來「新天國」的創造。這一觀點也在一段庫柏力克過世後才公開的訪談中獲得印證。庫柏力克指出，鮑曼被昇華為一個更高層次的存在，代表人類進化的下一階段。電影同時傳達被部分觀眾形容為崇高與努秘的氛圍。羅傑·艾伯特在《偉大電影》中針對《2001太空漫遊》所寫的文章中表示：
諾斯（被退用的）配樂可說是一部優秀的電影作曲作品，但對《2001》來說不合適，因為就如大多數配樂一樣，它企圖強化行動，為觀眾提供情感暗示。而庫柏力克選用的古典音樂則超越劇情之外。它讓人振奮。它追求崇高，為影像帶來莊嚴與超然之感。
在一本書籍中，格雷戈里·凱科（Gregory Caicco）寫道，《2001》說明探索太空這一追求，是由兩種互相矛盾的渴望所驅動：一種是對「崇高之物」的渴望，也就是與我們截然不同、某種「神秘存在」的接觸；另一種則是對一種使我們不再「迷失於太空」而感到賓至如歸之美的渴望。同樣地，《The Greenwood Encyclopedia of Science Fiction and Fantasy》中的一篇名為〈驚奇感〉的文章指出，《2001》透過展現一個引發敬畏的宇宙，營造出「神秘的驚奇感」，同時讓人覺得可以理解這宇宙。克里斯多福·帕爾默則寫道：「崇高與庸俗」在本片中並存，暗示人類要進入太空，就必須壓抑起最初推動他們探索宇宙的「驚奇感」。

### HAL故障之謎

HAL 9000 中一個介面

關於HAL故障並出現敵意行為的原因，一直以來引發廣泛討論，並經常被比喻為現代版的弗蘭肯斯坦的怪物。在克拉克的小說版本中，HAL的故障源於一項內部矛盾的命令：他被要求對發現號的機組員撒謊，隱瞞任務中「機密優先權」的真相，也就是將任務目標置於人命之上。這與HAL原本被設計為「準確處理資訊、絕不扭曲或隱瞞」的核心功能發生了衝突。這個設定直到1984年上映的續集《威震太陽神》中才被電影明確點出。
影評人羅傑·艾伯特指出，HAL作為一台理應完美運作的電腦，反而成為片中「最具人性」的角色。1969年，庫柏力克在接受約瑟夫·蓋爾米斯訪問時也曾表示，HAL「陷入了情緒危機，因為他無法接受自己可能會犯錯的證據」。

### 星之子
《2001太空漫遊》被賦予多種寓言性的詮釋。其中生命與死亡的象徵，尤以片尾「星之子」的畫面最為鮮明：該鏡頭描繪了一名位於子宮中的胎兒，其形象靈感來自萊納特·尼爾森的攝影作品。「星之子」常被視為象徵「偉大的新開端」，其形象為裸身、無任何裝備，且雙眼睜開。 倫納德·F·維特（Leonard F. Wheat）將《2001太空漫遊》視為一部融合多重寓言元素的作品，並指出其中包含對尼采、荷馬以及人類與機器關係的評論。 而麥克雷則將本片比作一首四樂章交響曲，認為其敘事風格採取了「刻意的寫實主義」手法。

### 軍事衛星
庫柏力克原本計畫透過旁白揭示，序幕之後出現的那些衛星實際上是核武器，並讓「星之子」在片尾引爆這些武器，但他擔心這樣的安排會讓觀眾聯想到《奇愛博士》，因此決定不明言這些衛星是「戰爭機器」。就在電影上映前幾週，美國與蘇聯政府剛剛簽署協議，禁止在外太空部署核武器。亞歷山大·沃克在其著作中（庫柏力克本人亦有參與撰寫）提到，庫柏力克最終認為核武器「在本片主題發展中完全無立足之地」，僅僅是「在軌道上的紅鯡魚」，如果過度強調其存在，只會「引起與本片無關的問題，將注意力導向錯誤方向」，彷彿在暗示那就是21世紀的現實。
庫柏力克研究學者米歇爾·西蒙在討論導演對人類攻擊性與本能的觀點時指出：「猿人（人類）拋出的骨頭，透過標誌性的突變剪接，轉變為一艘飛往月球的太空船，象徵文明另一端的極致。」與此觀點相對，加拿大紀錄片《2001與未來》中的科幻小說家羅伯特·J·索耶則提出不同的詮釋：他認為這場轉場並非象徵飛躍，而是從一根骨頭轉換為核武平台，表示：「我們所見的並不是人類的飛躍，而是在『2001年』的今天，情況與四百萬年前的非洲草原並無二致。人類的力量依舊來自武器的力量。這段剪接不是斷裂，而是延續。」

## 影響
《2001太空漫遊》被廣泛認為是最偉大且最具影響力的電影之一。它被視為20世紀的重要藝術作品之一，許多影評人與導演認為這是庫柏力克的代表作。
在1980年代，評論家大衛·丹比將庫柏力克比作《2001太空漫遊》中的黑石板，稱他為「一種超自然智慧的力量，以高音尖叫登場的形式出現，為世界的演化階梯踢上了猛烈一腳」。到了21世紀初，《2001太空漫遊》已被各大權威機構列為影史最佳作品之一，包括英國電影協會。《村聲》於1999年舉辦影評人大調查，將本片列為「20世紀250部最佳電影」第11名。2002年1月，國家影評人協會將其選入「影史百大經典電影」名單。《視與聽》雜誌將本片在1982年排為影史第12名、1992年第10名、2002年第6名、2012年與2022年持續上榜；在導演票選中也分別於2012年與2022年名列第2與第1名。2008年，法國權威影誌《電影筆記》將本片列為影史第43名；2010年，《衛報》稱其為「有史以來最偉大的科幻與奇幻電影」。
2015年，BBC評選本片為美國影史第4名。1991年，美國國會圖書館將本片列為「文化、歷史或美學上具重大意義」的作品，選入國家電影登記表保存名單。2010年，《Moving Arts電影期刊》將其列為影史第一。
《2001太空漫遊》對後來的電影製作者有著深遠的影響。在2007年推出的DVD中收錄的花絮《站在庫伯力克的肩膀上：《2001》的遺產》（Standing on the Shoulders of Kubrick: The Legacy of 2001）中，史蒂芬·史匹柏喬治·盧卡斯以及其他許多特效技術人員都討論了這部電影對他們的影響。史匹柏稱其為他們那一代電影人的「大爆炸」，而盧卡斯表示它「帶來巨大的啟發」，稱庫柏力克為「導演中的導演」。導演马丁·斯科塞斯將其列為他最喜愛的電影之一。薛尼·波勒稱其為「突破性」之作，而威廉·佛雷金則表示，《2001太空漫遊》是「所有此類電影的祖父」。在2007年威尼斯影展上，導演雷利·史考特表示，他相信《2001太空漫遊》是無法超越的電影，某種程度上使得科幻類型遭到「終結」。類似地，影評人米歇爾·西蒙在其文章《庫柏力克的奧德賽》中寫道：「庫柏力克構思出一部電影，一舉讓整個科幻電影變得過時。」
其他人則認為，《2001太空漫遊》開啟了如《第三類接觸》、《異形》、《銀翼殺手》、《超時空接觸》與《星際效應》等電影的市場，證明高預算且「嚴肅」的科幻電影可以取得商業成功，也讓「科幻大片」成為好萊塢的主流。科學雜誌《發現》的部落客史蒂芬·卡斯在談及此片對後來科幻作品的巨大影響時寫道：「搭配壯麗古典樂的太空船芭蕾段落、柔和的HAL 9000聲音，以及最終極的外星人造物——黑石，都各自成為文化符碼，歷久不衰。」道格拉斯·特朗布爾表示，在參與《星际旅行：无限太空》的製作時，他做了一場沒有對白的場景，是「從庫柏力克和《2001太空漫遊》學到的一件事：讓對話停止片刻，讓一切自然流動。」
在撰寫《2001太空漫遊》期間，史丹利·庫柏力克將約瑟夫·坎伯1949年出版的著作《千面英雄》介紹給亞瑟·C·克拉克。該片中存在隱喻性的「英雄旅程」原型模式。克拉克在日記中稱此書「非常具啟發性」。

### 續集及衍生作品
庫柏力克並未設想過製作該電影續集。並擔心其素材會在其他製作中遭到濫用和重複利用（就如同米高梅電影禁忌星球}》的道具被再利用），電影上映後，他命令銷毀所有場景、道具、模型、製作藍圖及未用鏡頭的拷貝。
克拉克後來陸續寫下三部續作小說：《2010：奧德賽二部曲》（1982年）、《2061：奧德賽三部曲》（1987年）與《3001：最終奧德賽》（1997年）。唯一被拍成電影的續作是1984年的《威震太陽神》，改編自克拉克1982年的小說。該片由彼得·海亞姆斯以較為傳統的風格執導，庫柏力克未參與製作。其餘兩部小說尚未改編，湯姆·漢克斯曾於1999年6月表達過興趣。漫威漫画於1976年連載了十個月的漫畫版；這部漫畫由漫畫家杰克·科比編繪，故事及背景設定來自電影版及原著小說的延伸。

### 現存道具
基於上述因素，片中的大多數道具自電影完成後自此遺失，但也有些例外：英國科幻電視劇《星際戰爭》的「Close Up」一集曾出現出自《2001》的太空服背包，而HAL其中一個鏡頭裝置則由《Hal's Legacy》的作者大衛·G·斯托克收藏。
1974年，英國居民特雷弗·帕森斯（Trevor Parsons）在美高梅片廠附近的垃圾掩埋場發現了當時拍攝用的摩天輪狀太空船模型和艙外工作艇等道具。幾天後，這些模型即被拆毀。
2012年，洛克希德馬丁工程師亞當·強森與庫柏力克的科學顧問弗雷德里克·I·奧德威三世合作出版《2001：失落的科學》，首次展示了先前認為已遺失的太空船與場景藍圖。
2015年3月，電影中使用的「Aries 1B跨月太空梭」模型在美國拍賣，成交價為34.4萬美元。，這個模型由美國影藝學院購得，現於奧斯卡電影博物館典藏。
2020年7月，劇中一套銀色太空服在洛杉磯拍賣，最終以37萬美元售出，超出預估價（20萬至30萬美元）。該服裝的四層塗漆顯示它曾用於多個場景，包括月球基地段落。其中頭盔曾被塗成綠色，因此有人推測它可能在鮑曼斷開HAL 9000的場景中出現。

## 家庭媒體
本片曾以多種形式發行：
- 1980年，MGM/CBS Home Video（英语：MGM/CBS Home Video）將本片發行於VHS與Betamax格式。[270]
- 1989年，標準收藏發行了由庫柏力克親自監製轉製版本的雙碟裝LaserDisc特別版。[271]
- 2008年，華納家庭錄影公司（英语：Warner Home Video）推出藍光光碟版本。[272]
- 2018年，華納家庭錄影公司（英语：Warner Bros. Home Entertainment）重新推出藍光與Ultra HD Blu-ray格式版本，支援4K與HDR畫質。該版本以原始膠卷進行8K掃描，並將音訊重新混音與重製為DTS-HD MA 5.1格式。[273]

## 重新上映
本片曾於1974年、1977年、1980年及1993年重新上映。
2001年，修復過的70毫米版本曾於艾伯特電影節中放映，並於北美、歐洲與亞洲的特定影院再次上映。
2018年，為慶祝上映50週年，華納兄弟自原始底片製作出新的70釐米電影印片。該修復作業由電影導演克里斯多福·諾蘭監督完成，他曾表示《2001太空漫遊》對其創作生涯有深遠影響。這一版本曾於2018年坎城影展中放映，由諾蘭親自介紹，隨後在全球部分配備70毫米放映設備的戲院有限上映。之後，本片亦於北美數間配備70毫米IMAX投影設備的IMAX戲院限時一週上映。
2018年12月3日，日本部分電影院與商場展示區播出了本片的8K超高畫質版本。

## 關聯條目
- 《伊卡利號：航向宇宙終點（英语：Ikarie XB-1 (1963)）》：1963年捷克斯洛伐克科幻電影，據悉為本片的靈感來源[282]
- 虛構電腦列表（英语：List of fictional computers）
- 汤因比瓷砖（英语：Toynbee tiles）
- 《奧德賽》：古希臘詩人荷馬的史詩作品，英文原名中 Odyssey 的典故來源。
- 2001火星奥德赛号
- 人工智能的相關電影列表

## 註解
1. ↑  學者傑森·史佩伯在其《庫布力克的面具》中詳細探討了庫布力克使用旁白的風格與歷程。傳記作家約翰·巴克斯特也指出，庫布力克偏好運用旁白。庫布力克十三部電影中，僅有三部未使用旁白：《2001太空漫遊》、《鬼店》、《大开眼戒》。[51]
2. ↑  電影中出現的行動辦公桌與「普洛斯特倚」（Propst Perch）椅等範例可見於 Pina 2002，第66–71頁。該系列中的立體式「隔間辦公桌」（cubicle）最初於1968年推出，到了2000年代中期已佔據辦公空間的七成。
3. ↑  「辦公隔間」更早已出現在賈克·大地1967年執導電影《遊戲時間》中。
4. ↑  在兩行說明文字間，有大紅字標示「CAUTION」（注意）於上方、「EXPLOSIVE BOLTS」（爆破銷）於下方，中間則有較小的黑字寫著「MAINTENANCE AND REPLACEMENT INSTRUCTIONS」（維護與更換說明），再下面更小字是四條具體指令，如「(1) SELF TEST EXPLOSIVE BOLTS PER INST 14 PARA 3 SEC 5D AFTER EACH EVA」（每次太空行走後依第14號指令第3段第5節D款自我檢測爆破銷）等等。這些文字在藍光版本可清晰辨識，但在DVD版本則不易閱讀。[89]
5. ↑  羅伯特·P·科爾克估計截至2006年全球累計票房為1億3800萬美元，[149]不過自那之後尚有數次限量重映。2010、2013、2014、2017與2018年重新上映總共增加了790萬美元票房收入。[147]

### 書籍
- Agel, Jerome (编). . New York: 新美洲圖書館（英语：New American Library）. 1970. ISBN 0-451-07139-5.
- Bizony, Piers. . London: Sidgwick and Jackson. 2001. ISBN 1-85410-706-2.
- 艾莉森·卡斯特（英语：Alison Castle） (编). . Cologne: Taschen. 2005  [5 February 2007]. ISBN 978-3-8228-2284-5. （原始内容存档于7 July 2007）.
- Block, Alex Ben; Wilson, Lucy Autrey (编). . HarperCollins. 2010  [6 August 2019]. ISBN 978-0-06-177889-6. （原始内容存档于18 December 2019）.
- Chapman, James; Cull, Nicholas J. . I.B. Tauris. 5 February 2013  [20 November 2015]. ISBN 978-1-78076-410-8. （原始内容存档于28 January 2016）.
- 米歇爾·西蒙（英语：Michel Ciment）. . New York: Faber and Faber. 1999 [1980]. ISBN 0-571-21108-9.
- Clarke, Arthur C. . London: Sidgwick and Jackson. 1972. ISBN 0-283-97903-8.
- Fiell, Charlotte. . Taschen. 2005. ISBN 978-3-8228-4103-7.
- Gelmis, Joseph. . New York: Doubleday & Company. 1970.
- Geduld, Carolyn. . . Indiana University Press. 1973. ISBN 978-0-253-39305-0.
- Hughes, David. . London: Virgin Publishing Ltd. 2000. ISBN 0-7535-0452-9.
- Kolker, Robert (编). . New York: Oxford University Press. 2006. ISBN 0-19-517453-4.
- Krämer, Peter. . BFI Film Classics. London: British Film Institute. 2010.
- LoBrutto, Vincent. . London: Faber and Faber. 1998. ISBN 0-571-19393-5.
- McAleer, Neil. . Contemporary Books. 1992  [14 January 2023]. ISBN 0-8092-4324-5. （原始内容存档于14 January 2023）.
- McAleer, Neil. . RosettaBooks. 1 April 2013  [9 July 2020]. ISBN 978-0-9848118-0-9. （原始内容存档于18 July 2020）.
- Monaco, Paul. . London: University of California Press. 2001.
- Pina, Leslie A. . Pennsylvania, United States: Schiffer Publishing. 2002. ISBN 978-0-7643-1650-0.
- Richter, Daniel. . foreword by Arthur C. Clarke. New York City: Carroll & Graf Publishers. 2002. ISBN 0-7867-1073-X.
- Schwam, Stephanie (编). . Introduction by 傑伊·庫克斯（英语：Jay Cocks）. New York City: Random House. 2010 [2000]  [21 September 2020]. ISBN 978-0-307-75760-9. （原始内容存档于14 November 2020）.
- Walker, Alexander. . New York: Harcourt Brace Jovanovich. 1971. ISBN 0-393-32119-3.
- Walker, Alexander. . New York: W. W. Norton and Company. 2000. ISBN 0-393-32119-3. Note: This is a revised edition of Walker 1971.
- Wheat, Leonard F. . Lanham, MD: Scarecrow Press. 2000. ISBN 0-8108-3796-X.

## 外部連結
- 2001: A Space Odyssey Internet Resource Archive（页面存档备份，存于）
- 库布里克2001: 太空之旅解读（页面存档备份，存于）
- The 2001: A Space Odyssey Collectibles Exhibit
- Roger Ebert's Essay on 2001（页面存档备份，存于）
- Article about various video releases of the film
- The Kubrick Site（页面存档备份，存于） including many works on 2001
- Two Views of 2001（页面存档备份，存于）
- A Space Odyssey in Minehead（页面存档备份，存于）
- 互联网电影数据库（IMDb）上《2001太空漫遊》的资料（英文）
- 爛番茄上《2001太空漫遊》的資料（英文）
- Box Office Mojo上《2001太空漫遊》的資料（英文）
- AllMovie上《2001太空漫遊》的资料（英文）
- Metacritic上《2001太空漫遊》的資料（英文）
- 開眼電影網上《2001太空漫遊》的資料（繁體中文）
- Yahoo奇摩電影上《2001太空漫遊》的資料（繁體中文）
- 香港外語電影資料網上《2001太空漫遊》的資料（页面存档备份，存于） （繁體中文）
- 时光网上《2001太空漫遊》的資料（简体中文）
- 豆瓣电影上《2001太空漫遊》的資料 （简体中文）